# Accident de l'avion présidentiel polonais à Smolensk
Vol 101 de la force aérienne polonaise
L'accident de l'avion présidentiel polonais à Smolensk s'est produit le 10 avril 2010, à 10 h 41 heure locale (6 h 41 UTC), lorsque le Tupolev Tu-154 assurant le vol 101 de la force aérienne polonaise (PLF 101) s'écrase lors d'une tentative d'atterrissage sur l'aéroport de Smolensk-nord, ne laissant aucun survivant parmi les 96 personnes à bord, dont le président polonais Lech Kaczyński.
Outre le chef de l'État, son épouse Maria Kaczyńska, le chef d'état-major des armées Franciszek Gągor ainsi que les dirigeants des différents corps de l'armée polonaise, le gouverneur de la Banque nationale de Pologne, le vice-ministre des Affaires étrangères, des membres des deux chambres parlementaires (dont les vice-présidents des deux chambres), des membres du cabinet présidentiel, des membres du clergé polonais et des représentants des familles des martyrs de Katyń périssent dans cette catastrophe. La délégation polonaise venait se recueillir à Katyne, pour commémorer le massacre de Katyń, dont c'était le 70e anniversaire, qui a longtemps envenimé les relations entre la Pologne et son voisin russe.
Les enquêtes des experts russes et polonais attribuent la raison du crash à des erreurs de l'équipage de l'avion. Les experts polonais mettent également en avant une responsabilité des contrôleurs de vol de l'aéroport de Smolensk.
C'est le président de la Diète, Bronisław Komorowski, investi comme adversaire de Lech Kaczyński pour l'élection présidentielle de 2010 et élu ensuite, qui assure l'intérim à la suite de cette catastrophe.
Les conséquences de cet accident ont généré des théories du complot chez les partisans du parti Droit et justice (PiS), qui évoquent l'implication de la Russie et du gouvernement de Donald Tusk dans une conspiration qui aurait visé à décapiter l'État polonais.

## Déroulement des faits

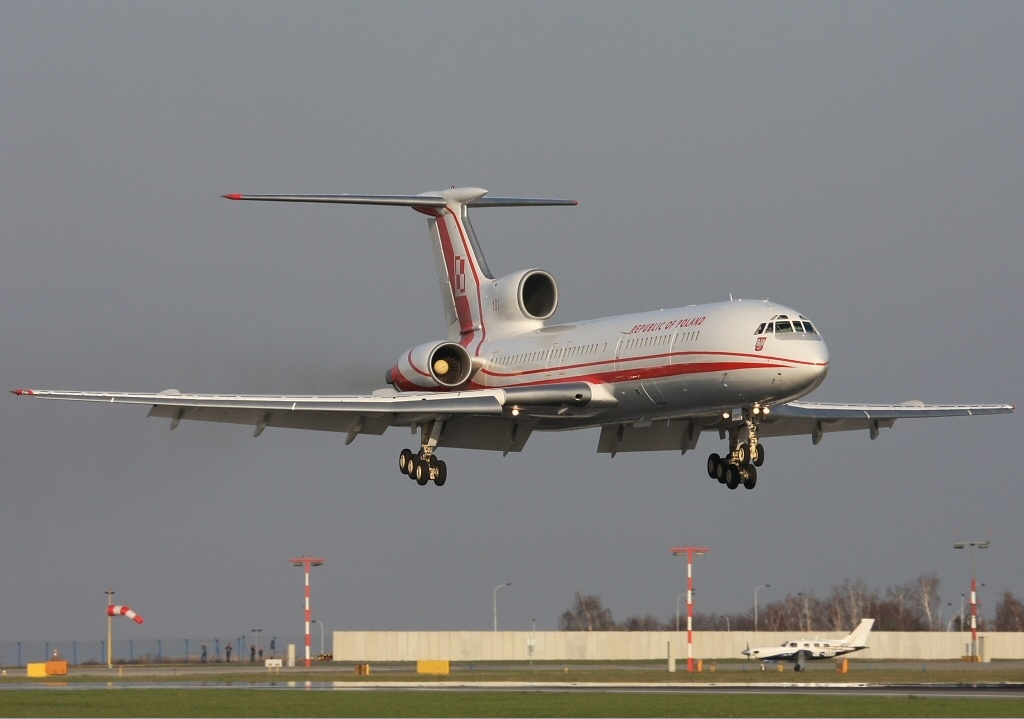
PLF 101, le Tupolev Tu-154 présidentiel, lors d’un atterrissage à l'aéroport de Prague-Václav-Havel, deux jours avant l'accident.

Le Tupolev Tu-154 du régiment spécial d'aviation polonais transportant la délégation officielle polonaise (89 passagers et 7 membres d'équipage), décolle à 9 h 27 (heure de Moscou), de l'aéroport Frédéric Chopin de Varsovie à 800 km environ de la base aérienne de Smolensk où l'avion présidentiel doit atterrir. Il s'agit d'une ancienne piste militaire qui n'est pas équipée en système d'atterrissage aux instruments (ILS).
Une heure auparavant, un Yakovlev Yak-40 appartenant également au gouvernement polonais et transportant les journalistes invités par la présidence, s'était posé sans encombre sur la même piste. Mais peu après, les conditions météo se dégradèrent rapidement. Un Iliouchine Il-76 russe essaya d'atterrir, mais à cause de la mauvaise visibilité, décida de se dérouter vers l'aéroport de Vnukovo près de Moscou.

Itinéraire du vol Varsovie-Smolensk.

Au moment de l'approche de l'avion présidentiel, la piste était enveloppée dans un brouillard dense avec moins de 500 m de visibilité. Le pilote en fut averti par le contrôle aérien qui permit cependant au pilote de descendre jusqu'à l'altitude de décision fixée à 100 m au-dessus du niveau de l'aéroport. La décision « on abandonne » (odchodzimy en polonais) a été enregistrée dans le poste de pilotage une fois l'avion arrivé à l'altitude de décision, mais il poursuivit sa descente pour des raisons inconnues. 
L'avion percute ensuite la cime de plusieurs arbres à environ 1 000 mètres de la piste d'atterrissage de la base aérienne de Smolensk, ce qui conduit au cisaillement d'une partie de l'aile gauche du Tu-154, qui a violemment basculé sur la gauche avant de s'écraser, renversé sur le dos, dans une zone boisée à 200 mètres du seuil de la piste, à 10 h 41 (heure de Moscou). Un petit incendie post impact s'est déclaré sur le site du crash, mais a été rapidement maîtrisé par les services de secours. La violence de l'impact n'a laissé aucune chance de survie aux 96 personnes à bord de l'avion.

## Enquête

### Mise en place des organes enquêteurs
Quelques heures après le crash, le président de la fédération de Russie Dmitri Medvedev ordonne « qu'une enquête minutieuse (n'excluant aucune hypothèse) soit menée sur la catastrophe, en coopération totale et la plus étroite avec la partie polonaise », et annonce la création d'une commission spéciale d'enquête sur l'accident. Cette commission est présidée par le Premier ministre Vladimir Poutine. Parallèlement, une enquête criminelle émanant du procureur général de Russie est ouverte, à propos d'éventuelles violations des règles de sécurité du Code criminel russe.
Les enquêtes sont menées en collaboration avec des enquêteurs polonais dépêchés à Smolensk et à Moscou, où sont acheminés les corps des victimes et les boîtes noires, conformément à la loi russe en cas d'accident. Elles s'appuient sur la Convention de Chicago, et plus précisément sur son Annexe 13, qui régit les enquêtes en cas d'accidents dans l'aviation civile. Selon le président du Conseil des ministres Donald Tusk, cette convention internationale est la base juridique qui permet la participation la plus importante possible des enquêteurs polonais. Il est cependant critiqué par une partie de la presse polonaise et par l'opposition proche du parti Droit et justice qui considèrent que l'enquête a été menée exclusivement par les autorités russes, car la convention donnerait l'exclusivité des pouvoirs d'enquête au pays sur le territoire duquel un accident est survenu. Selon ces critiques, Donald Tusk aurait dû faire appliquer l'accord bilatéral de 1993 entre la Pologne et la Russie, qui s'applique aux accidents dans l'aviation militaire, car le Tu-154 transportant la délégation présidentielle est un avion militaire, l'aéroport de Smolensk est un aéroport militaire, et les pilotes et les contrôleurs aériens étaient eux aussi des militaires, ce qui aurait permis aux enquêteurs polonais de travailler directement aux côtés des enquêteurs russes.

### Premières analyses
Les premières déclarations des autorités russes incriminent le brouillard, fréquent dans cette région au printemps et en automne, et une erreur du pilote, qui aurait tenté d'atterrir sur la base aérienne de Smolensk contre l'avis des contrôleurs aériens qui lui auraient proposé de se dérouter sur Minsk ou Moscou.
Les premières analyses indiquent que l'avion a heurté la cime des arbres alors qu'il effectuait une tentative d'approche avec une balise non directionnelle, par visibilité faible, après trois tours d'attente en hippodrome au-dessus de l'aérodrome,. Le lendemain, l'analyse des conversations entre les pilotes de l'avion présidentiel polonais et les aiguilleurs russes exclut la thèse du problème technique sur le Tupolev (de fabrication soviétique).
Il a été dit que la décision du commandant de bord d'atterrir à tout prix pour ne pas retarder la présence des autorités polonaises à la commémoration de Katyn, ou peut-être pour ne pas mettre en danger sa carrière professionnelle, avait pu jouer un rôle essentiel dans la genèse de l'accident. En août 2008, l'avion de Lech Kaczyński avait déjà dû se dérouter dans des circonstances similaires alors qu'il se rendait à Tbilissi, ce qui avait provoqué la colère du président : « Si quelqu'un veut être pilote, il ne doit pas connaître la peur », aurait affirmé Lech Kaczyński selon le quotidien Dziennik, avant d'ajouter : « Au retour au pays, nous allons régler le problème ». Cette version des pressions sur le pilote lors du voyage en Géorgie, relayée par certains médias, a cependant été contestée, notamment par l'ancien président de Lituanie Valdas Adamkus qui faisait partie du voyage de Tbilissi.
Les trois « boites noires » du Tupolev Tu-154 ont été retrouvées sur les lieux du crash dans l'après-midi du 10 avril, comme l'a indiqué Sergueï Choïgou, le ministre russe des Situations d'urgence, et la presse estimait alors qu'elles permettraient vraisemblablement à la commission d'enquête de présenter rapidement ses premières conclusions.

### Historique de l'appareil

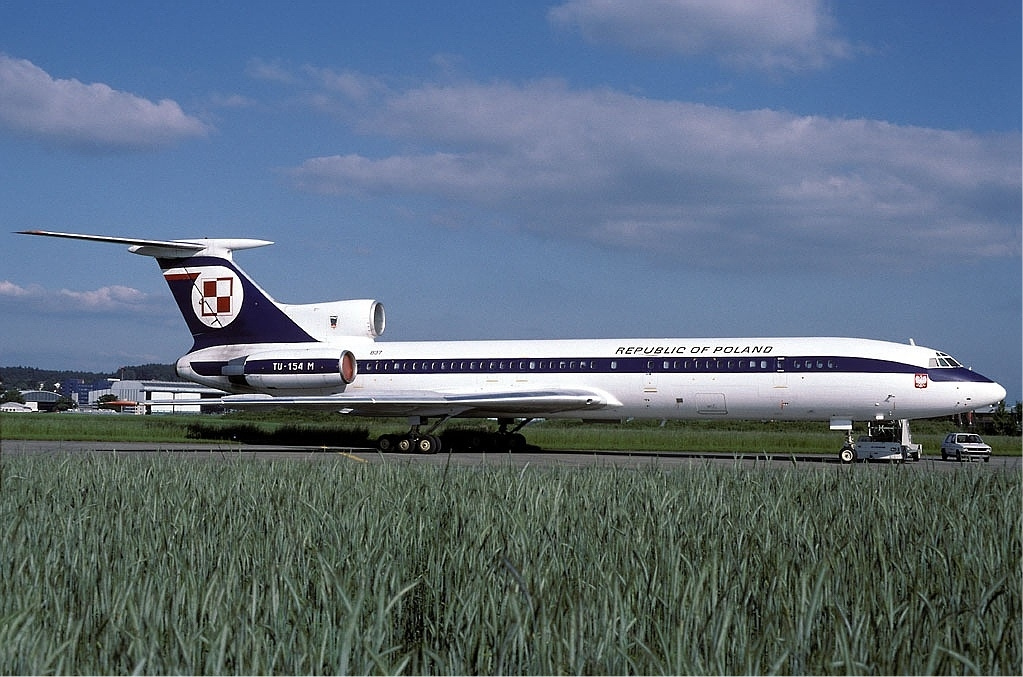
L'appareil impliqué dans l'accident, dans une livrée précédente, ici à l'aéroport international de Zurich en mai 1994.

L'appareil, un Tupolev Tu-154M, avait été livré à la force aérienne polonaise en 1990. Ce type d'appareil a mauvaise réputation. En effet, depuis les années 1970, 66 accidents ont impliqué des Tu-154, causant plus de 2 500 décès, accidents pour la plupart imputés à de mauvaises conditions d'entretien des appareils, surtout utilisés par des compagnies de l'ex-Union soviétique ou de la république islamique d'Iran,.
Le gouvernement polonais possède deux Tupolev Tu-154M, un pour le président de la République et un pour le président du Conseil des ministres. Le Tupolev présidentiel polonais avait déjà connu des avaries en décembre 2008 en Mongolie, obligeant le président et son épouse à prendre un vol charter jusqu'à Tokyo, où il arriva ainsi avec 8 heures de retard. Enfin, en octobre 2008, le président avait déjà dû emprunter un vol commercial pour se rendre à Bruxelles. En septembre 2009, les deux Tupolev du gouvernement polonais étaient en panne simultanément, conduisant le président Kaczynski à voyager sur un avion de ligne ordinaire pour se rendre à New York. Toutefois, l'appareil en question dans le crash du 10 avril 2010 avait bénéficié d'une révision complète et d'une modernisation en décembre 2009 en Russie. En première analyse, les circonstances de l'accident n'ont pas mis en cause a priori une défaillance technique mais plutôt des facteurs humains.

### Conclusions
Au cours d'une conférence de presse tenue à Moscou le 12 janvier 2011 par le Interstate Aviation Committee (Comité intergouvernemental d'aviation), il est révélé que le président et d'autres hauts responsables polonais auraient fait pression sur l'équipage pour le forcer à atterrir nonobstant un entraînement insuffisant des pilotes. Au cours de la procédure d'atterrissage, ceux-ci semblent également avoir négligé un certain nombre d'avertissements indiquant la trop grande proximité de l'appareil avec le sol,.
Six mois plus tard, le 29 juillet 2011, contrairement au rapport russe, la commission d'enquête polonaise parvient à la conclusion que les responsabilités sont partagées entre la Pologne et la Russie. Reconnaissant que les causes principales de l'accident sont dues à des défaillances polonaises (vol à trop grande vitesse, pilotes n'ayant pas subi un entraînement adéquat pour piloter l'avion), elle indique aussi que l'éclairage de l'aéroport était défaillant et que les informations transmises par les contrôleurs aériens russes aux pilotes dans la phase d'atterrissage étaient incorrectes.
Il est cependant à noter que les pressions supposées du président et de hauts responsables polonais reposaient sur la présence du général Andrzej Błasik, chef de la force aérienne, dans la cabine des pilotes. Cette présence est argumentée dans le rapport russe et dans celui de la commission d'enquête polonaise (qui s'est appuyée uniquement sur les documents fournis par la partie russe) par le fait qu'on entendrait sur les enregistrements des boîtes noires le général Blasik prononcer trois phrases. Or sur la base des copies des enregistrements fournies au parquet polonais, une expertise a été confiée à l'Institut d'expertise judiciaire Sehn de Cracovie qui a permis de prouver que deux des phrases attribuées au général Błasik avaient en fait été prononcées par le copilote Robert Grzywna tandis que la troisième phrase attribuée au général n'a pas pu être identifiée sur la copie entre les mains des experts polonais, et ce alors que les experts de l'Institut Sehn ont mis en œuvre tous les moyens techniques existants, ce qui n'avait pas été fait par les enquêteurs russes qui s'étaient contentés de faire reconnaître les voix par simple écoute des enregistrements. En conséquence de cette expertise, le parquet polonais a donc annoncé en janvier 2012 que la voix du général Błasik n'avait pas pu être identifiée sur les enregistrements des boîtes noires et a ainsi remis en cause la thèse des pressions politiques sur les pilotes.

## Thèse de l'attentat
Depuis la tragédie, la thèse d'un attentat fait son chemin dans les milieux de la droite polonaise. Cette thèse s'appuie :
- Sur le précédent historique de l'accident d'avion de Gibraltar ayant coûté la vie au général Sikorski, commandant en chef des forces armées polonaises libres et Premier ministre du gouvernement polonais en exil à Londres, accident ayant eu lieu le 4 juillet 1943, soit trois mois après la découverte des charniers de Katyn. Or, pour les Polonais, il est à peu près certain que l’accident était en fait un attentat organisé par un agent de Staline[23] ;
- Sur le fait que le gouvernement russe détestait Lech Kaczyński, parce que celui-ci dénonçait un « nouvel impérialisme » russe. Moscou ayant refusé de l'inviter à la cérémonie de Katyn, le président Kaczyński a décidé de se rendre au service commémoratif qui avait été prévu pour le 10 avril, et c'est en s'y rendant qu'il a été tué. Dans la délégation polonaise « se trouvait également Janusz Kurtyka, le très pugnace président de l’Institut pour la mémoire nationale, qui enquête sur les crimes commis par les Soviétiques contre la Pologne »[23] ;
- Sur le fait que l'avion présidentiel était de fabrication russe, et qu'il venait tout juste de subir des opérations de maintenance en Russie[24] ;
- Sur la mort suspecte en 2002 dans un crash aérien du général Lebed, qui pouvait représenter un danger politique pour Vladimir Poutine ;
- Sur le fait que deux ans après, en mars 2012, l'épave de l'avion et les originaux des enregistrements des boîtes noires n'ont toujours pas été rendus par la Russie à la Pologne, que le site n'a pas été sécurisé après le crash et que l'épave a été volontairement endommagée par la partie russe et un film[25], sans doute tourné par un militaire russe, a été diffusé dans l'émission Misja Specjalna du 21/09/2010 qui montre le travail de destruction de l'épave. Trois corps ont été exhumés en Pologne dont deux en mars 2012. Dans les trois cas les experts polonais se sont aperçus que les rapports d'autopsie russes étaient majoritairement falsifiés[26]. Par ailleurs, la thèse du bouleau qui aurait arraché une aile de l'avion et qui l'aurait fait se retourner, ce qui est censé expliquer l'étendue des dégâts inhabituelle pour un crash à si basse altitude, est contestée par le professeur Binienda, doyen du département de génie civil de la faculté des sciences de l'Université américaine d'Akron, Ohio (États-Unis), spécialiste en génie des matériaux et ancien membre de la commission de la NASA qui a enquêté sur l'accident de la navette Columbia[27].

Revenu au pouvoir à la suite des élections législatives de 2015, le parti Droit et justice (PiS), dirigé par Jarosław Kaczyński, frère du président décédé, rejette les conclusions du gouvernement précédent et met en place une nouvelle commission chargée de réexaminer l'affaire ; le président réaffirme sa thèse d'une explosion en vol de l'avion. Les membres du PiS veulent trouver des responsables, accusent nommément Vladimir Poutine et Donald Tusk et veulent traduire ce dernier devant le tribunal d'État. Rafał Grupiński, député du parti d'opposition Plate-forme civique, accuse le PiS « de pratiquer de la nécrophilie politique sur la tombe des victimes ».
Six ans après les faits, le réalisateur Antoni Krauze tourne un film qui reprend à son compte cette thèse. Jaroslaw Kaczynski déclare à son propos qu'il « dit tout simplement la vérité ».

## Fait divers
En septembre 2013, le Tribunal militaire de garnison de Smolensk condamne un soldat local à deux ans de prison ferme et ses trois complices à la même peine avec sursis pour avoir volé quatre cartes bancaires appartenant à des victimes du crash. Ils ont réussi à en retirer 60 345 roubles (environ 2 000 dollars). Les quatre voleurs étaient les premiers à arriver sur place pour assurer un périmètre de sécurité autour des lieux du drame. Trois d'entre eux avaient un casier judiciaire,.

## Passagers et membres d'équipage
Selon le manifeste de bord se trouvaient notamment à bord :
[Les numéros entre crochets correspondent au numéro du manifeste de bord]
Il est à noter que le numéro 43 de la liste ne mentionne pas de nom et que le général Jaruzelski avait fait part de son intention d'accompagner le président Kaczyński, qui avait refusé.
Les corps des victimes ont été rapatriés en Pologne par un C-17 du Heavy Airlift Wing de l'OTAN ;
Les passagers et membres d'équipage ont tous été décorés de l'ordre Polonia Restituta à titre posthume.
- Chevalier
- Officier
- Commandeur
- Commandeur avec étoile
- Grand-croix

### Président, membres du gouvernement et personnalités institutionnelles

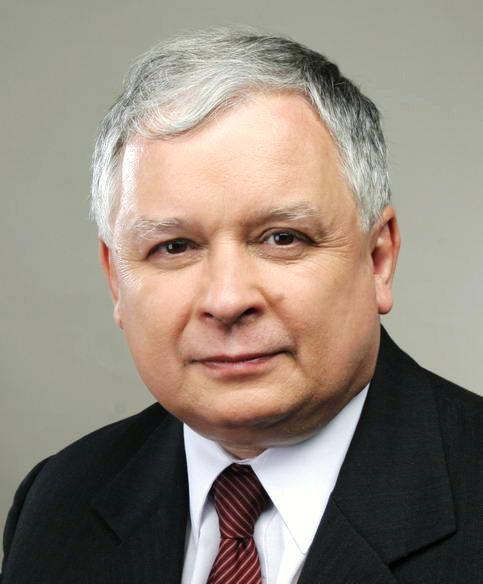
Lech Kaczyński Président de la République
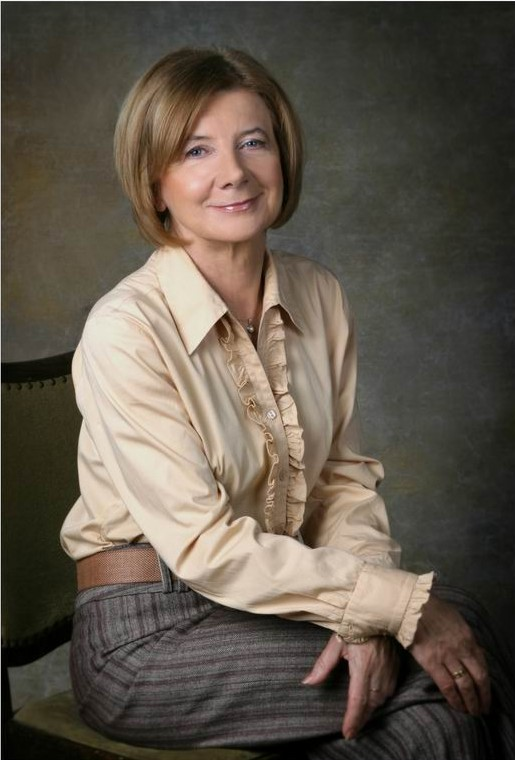
Maria Kaczyńska Première dame
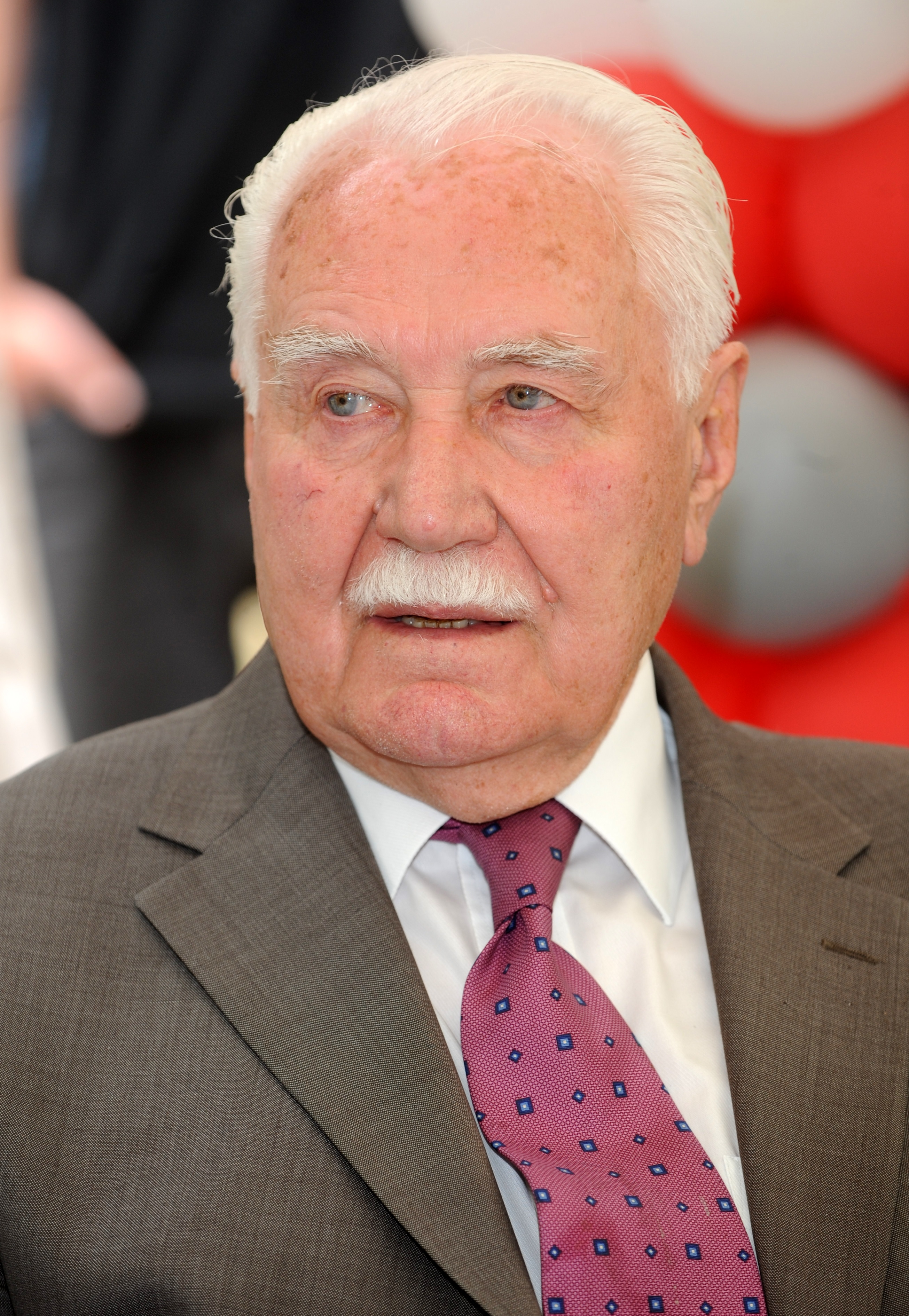
Ryszard Kaczorowski Dernier président du gouvernement polonais en exil
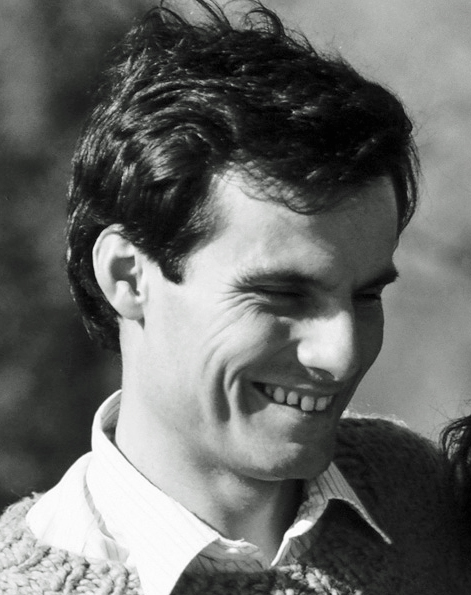
Stanisław Komorowski Vice-ministre de la Défense, ancien vice-ministre des Affaires étrangères
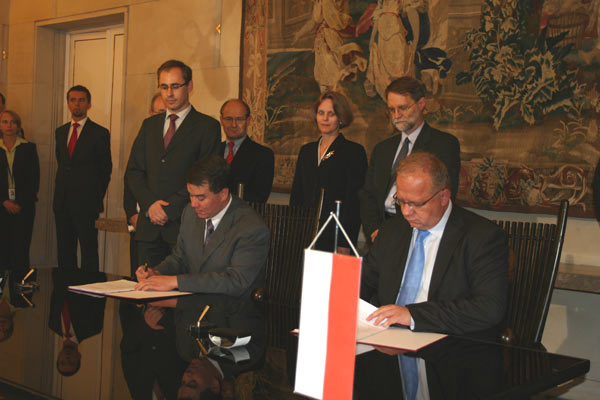
Andrzej Kremer (en) (à droite) Vice-ministre des Affaires étrangères, avocat
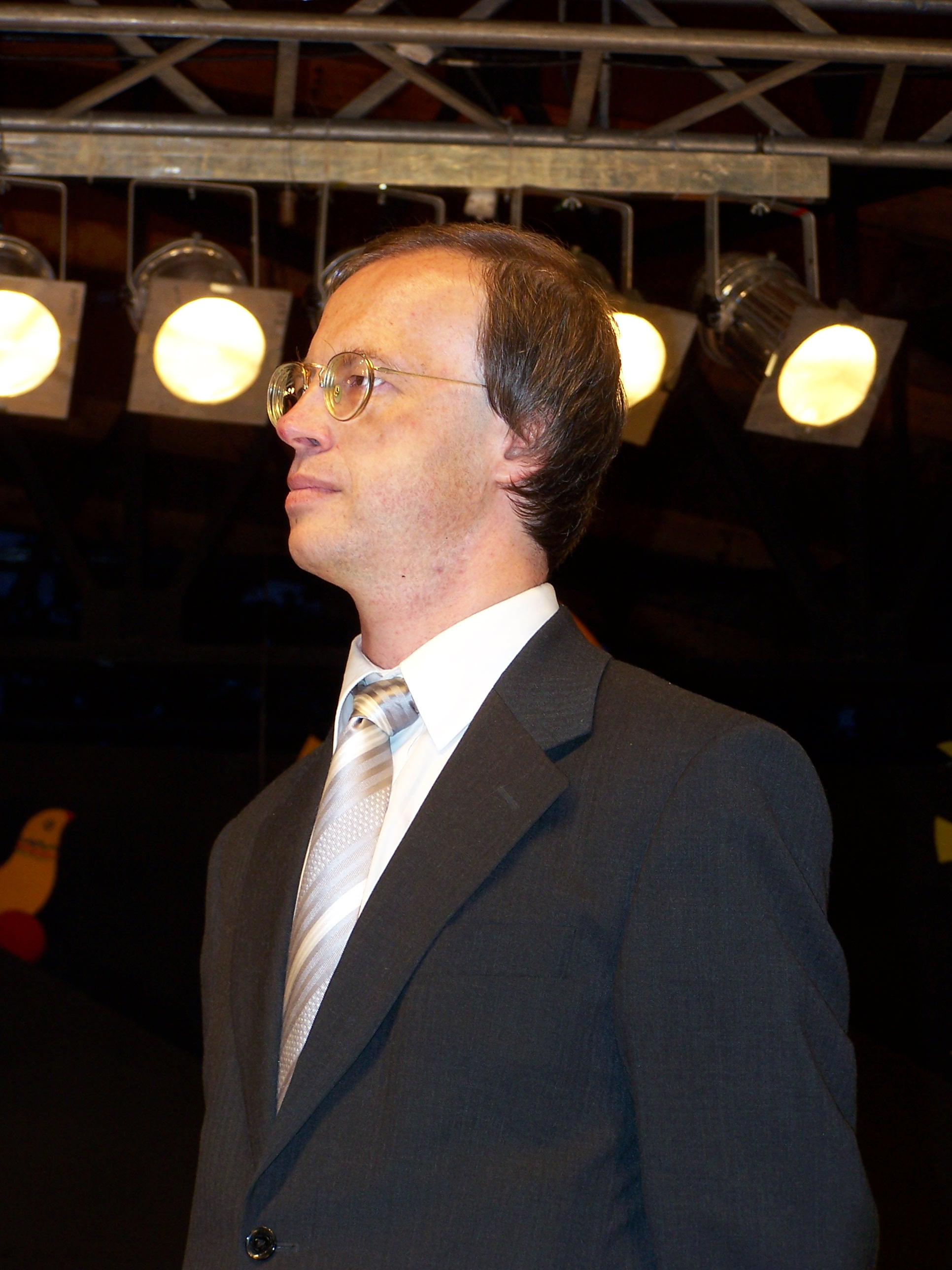
Tomasz Merta Vice-ministre de la Culture, fonctionnaire, historien politique
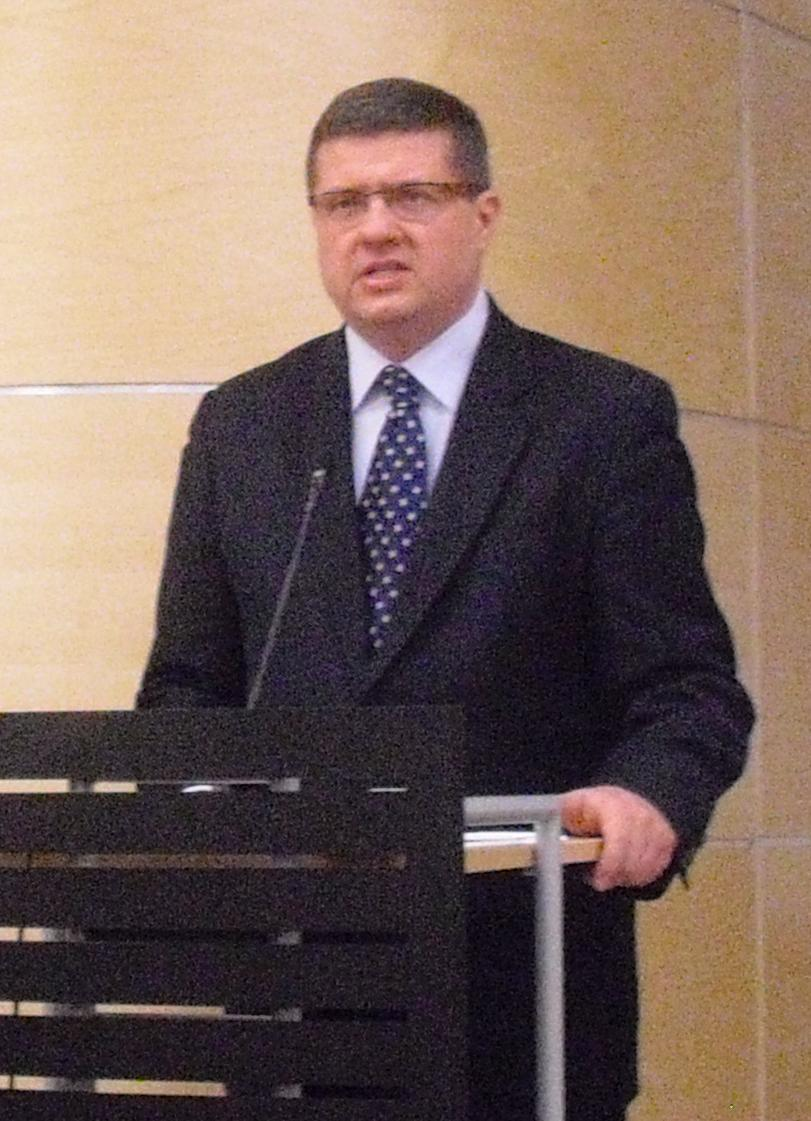
Sławomir Skrzypek Président de la Banque centrale de Pologne

### Membres de la Diète

Leszek Deptuła (pl) Député, vétérinaire [13]
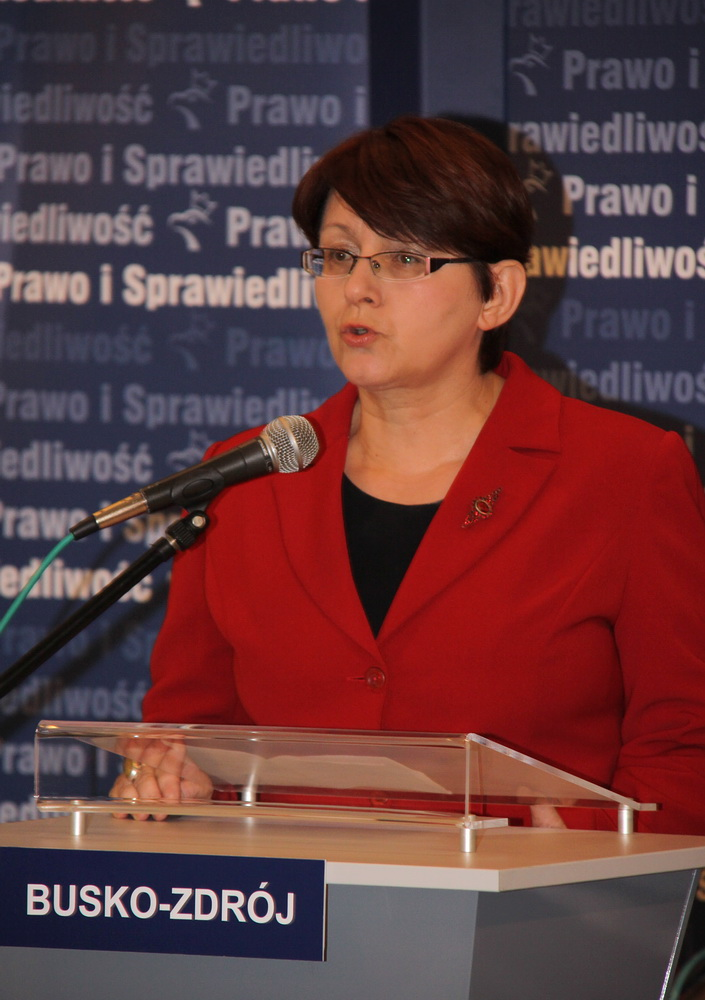
Grażyna Gęsicka Députée et ancienne ministre du développement régional, sociologue
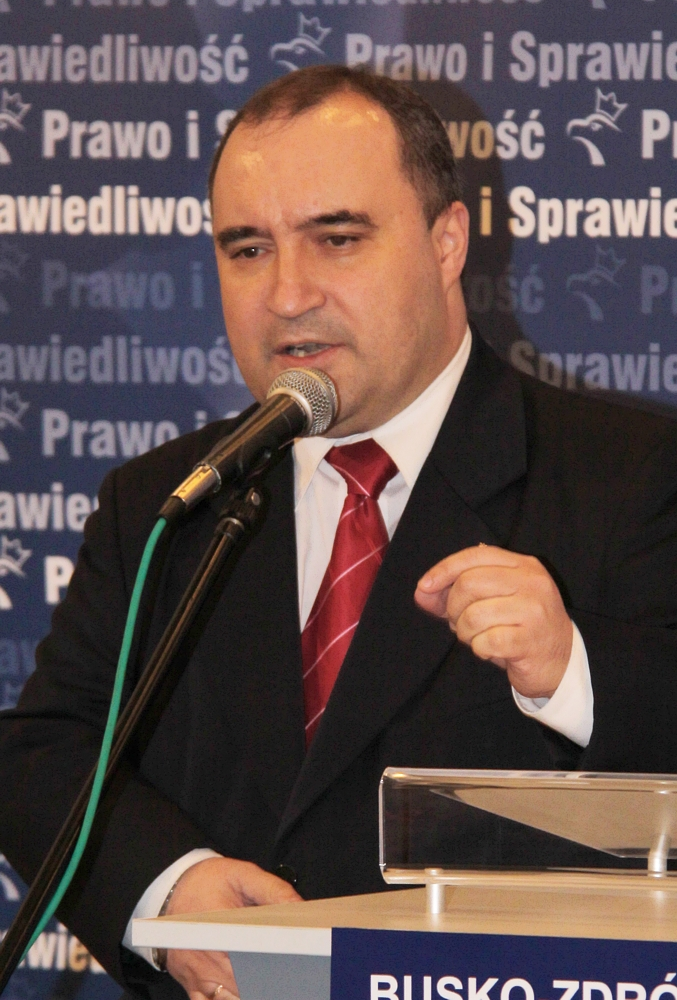
Przemysław Gosiewski Député et ancien vice-président du Conseil des ministres
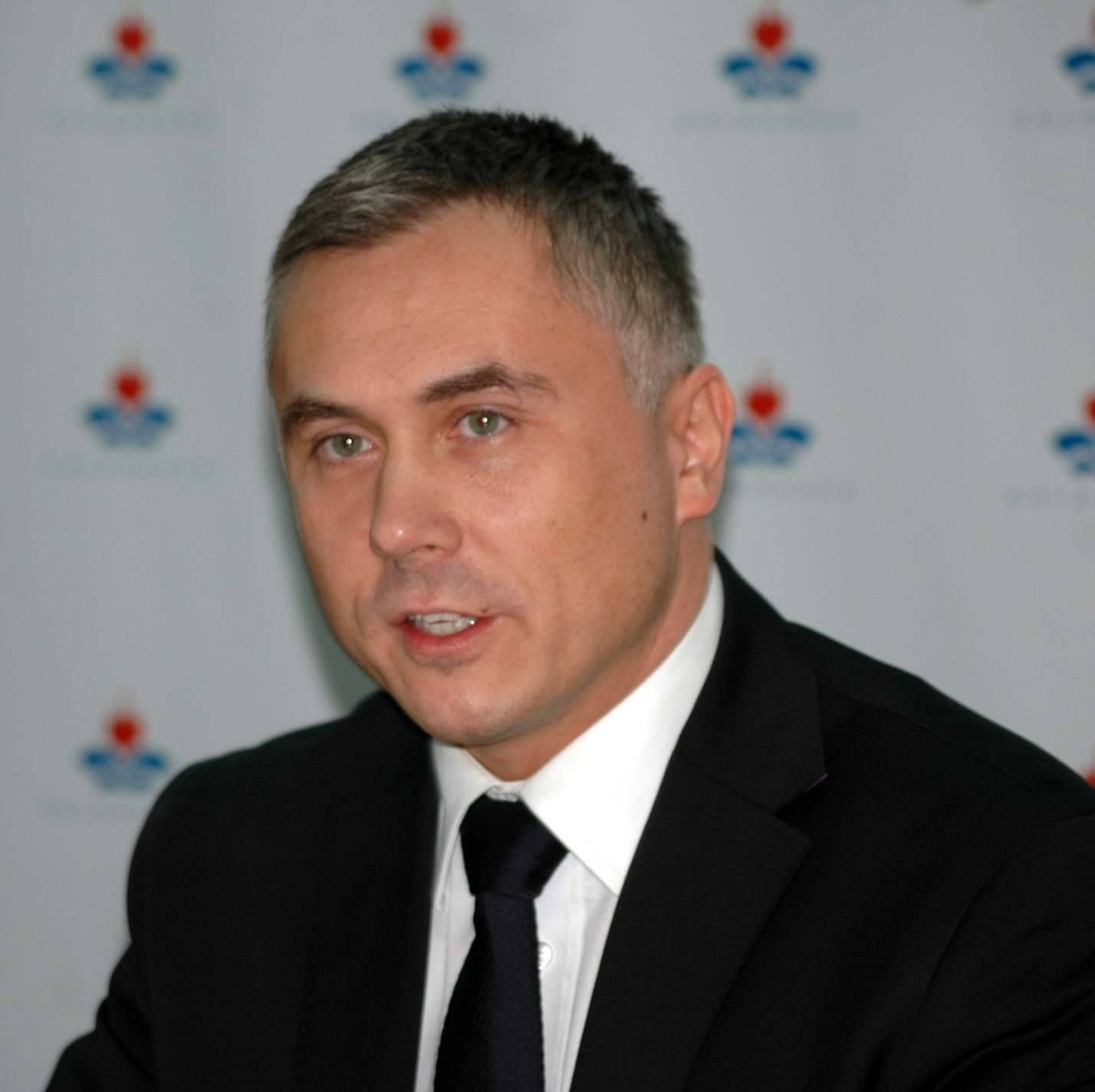
Sebastian Karpiniuk (pl) Député, avocat

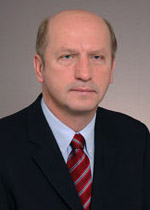
Maciej Płażyński Député, président de l’Association « Communauté polonaise », avocat, voïvode de Gdansk (1990-1996), président de la Diète (1997-2001)
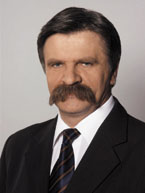
Krzysztof Putra Vice-président de la diète, ancien sénateur
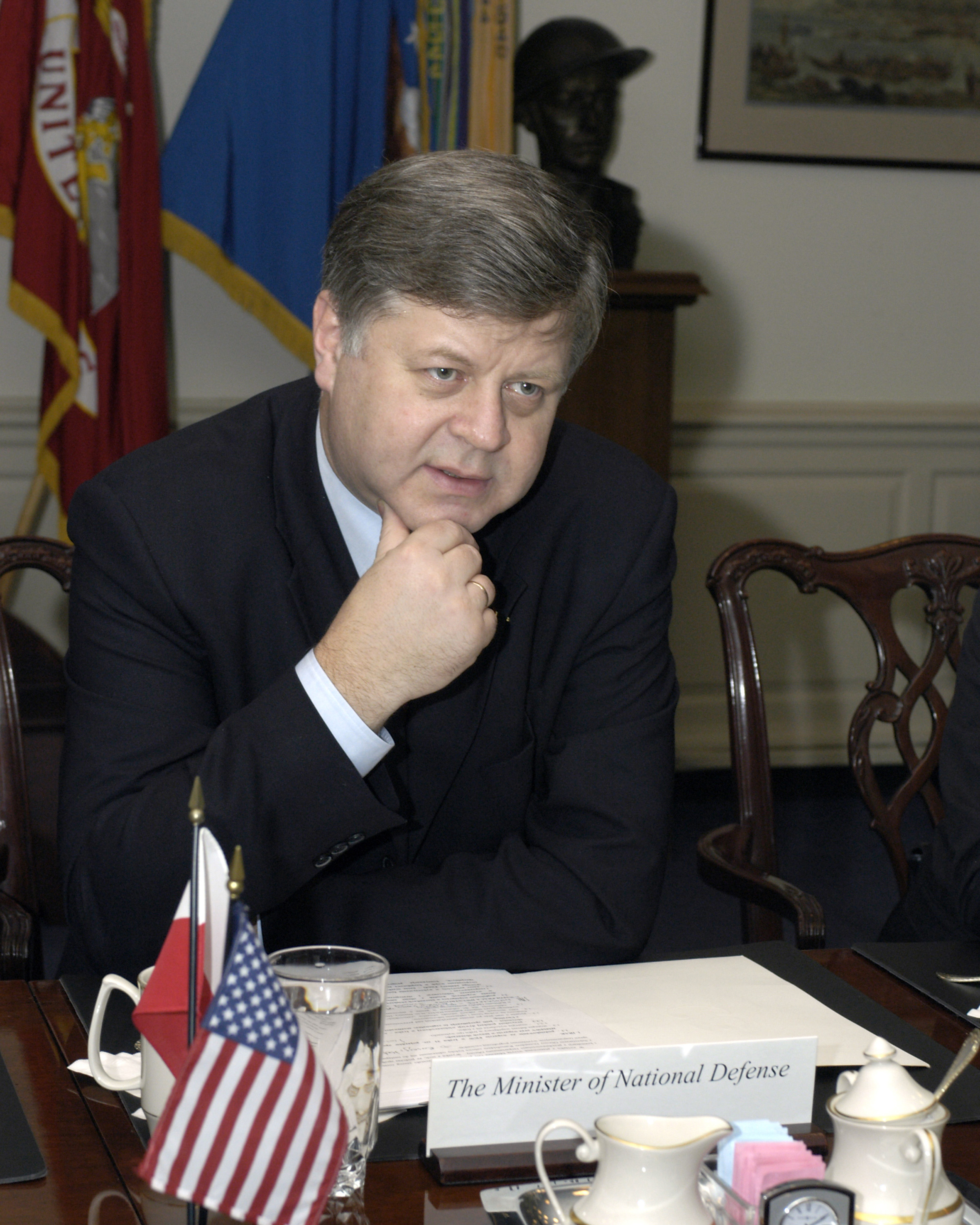
Jerzy Szmajdziński Vice-président de la diète et ancien ministre de la Défense (2001-2005)
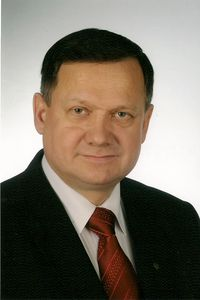
Edward Wojtas (pl) Député, ancien président de la voïvodie de Lublin
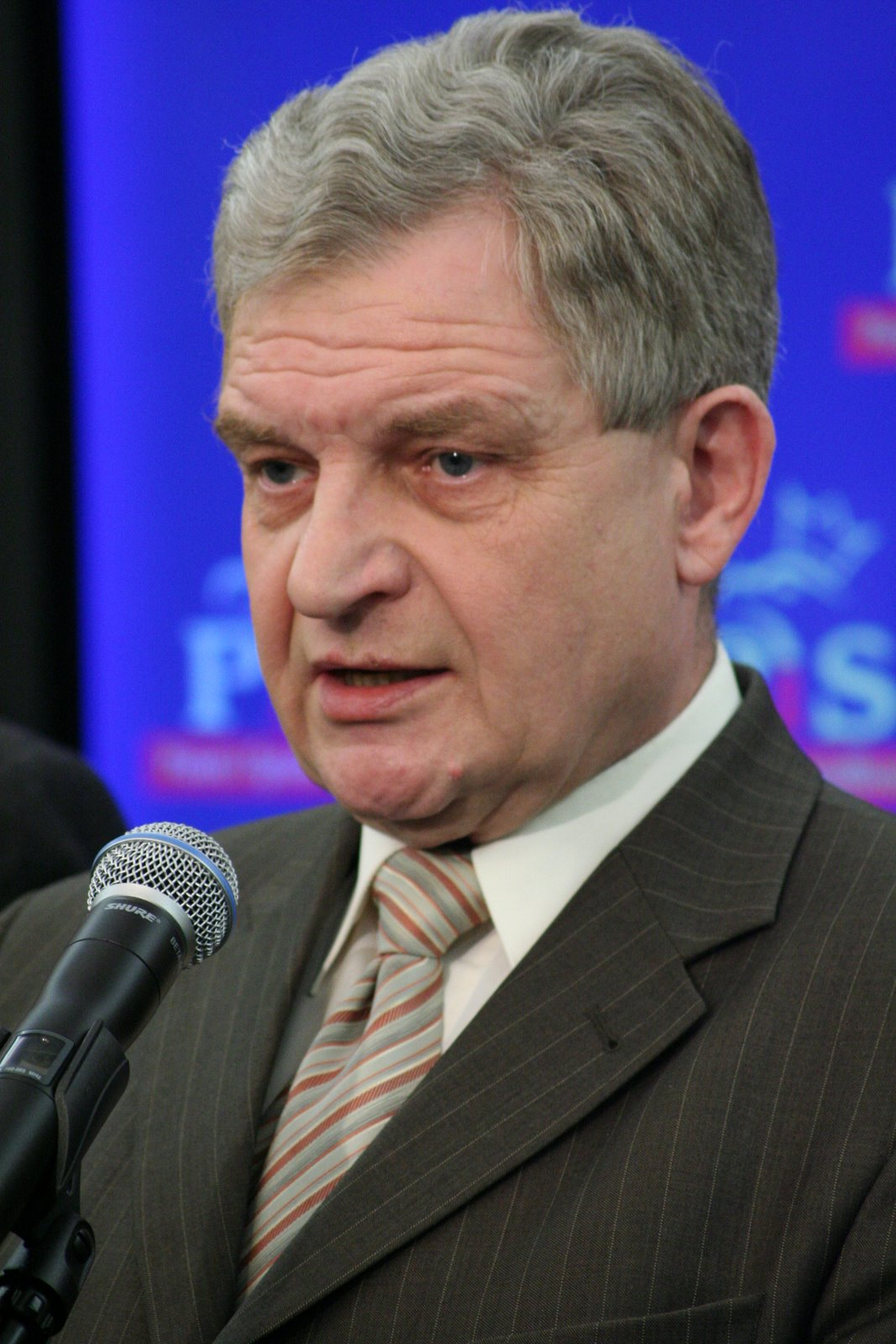
Zbigniew Wassermann Député

### Membres du Sénat

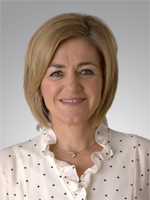
Krystyna Bochenek Vice-présidente du Sénat
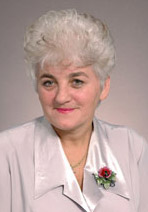
Janina Fetlińska (pl) Sénatrice, médecin
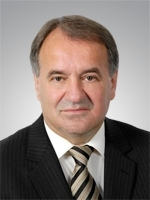
Stanisław Zając (pl) Sénateur, ancien député, juge, avocat

### Membres de la présidence

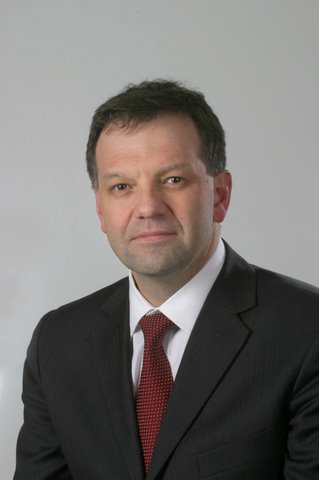
Mariusz Handzlik (pl) Vice-secrétaire d’État à la chancellerie de la présidence
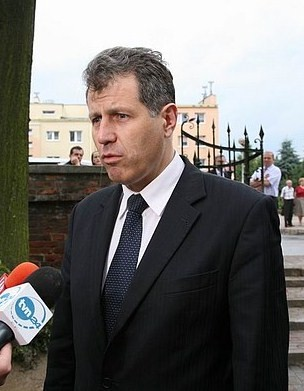
Władysław Stasiak Chef de cabinet de la présidence, ancien ministre de l’Intérieur
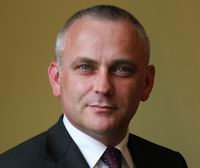
Aleksander Szczygło Chef du Bureau de la sécurité nationale et ancien ministre de la Défense en 2007
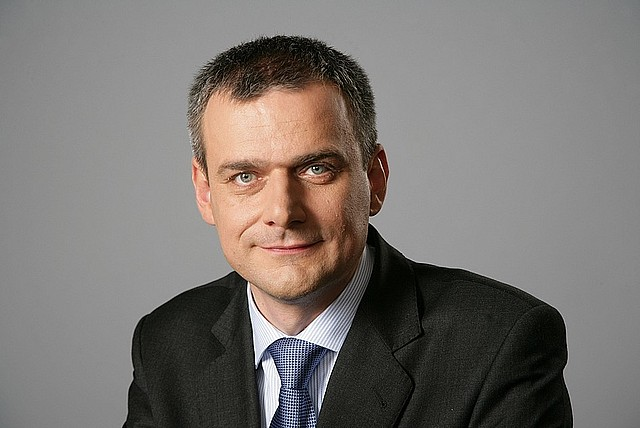
Paweł Wypych Secrétaire d’État à la chancellerie de la présidence, ancien vice-ministre du Travail et président de la Sécurité Sociale

### Représentants des Forces armées

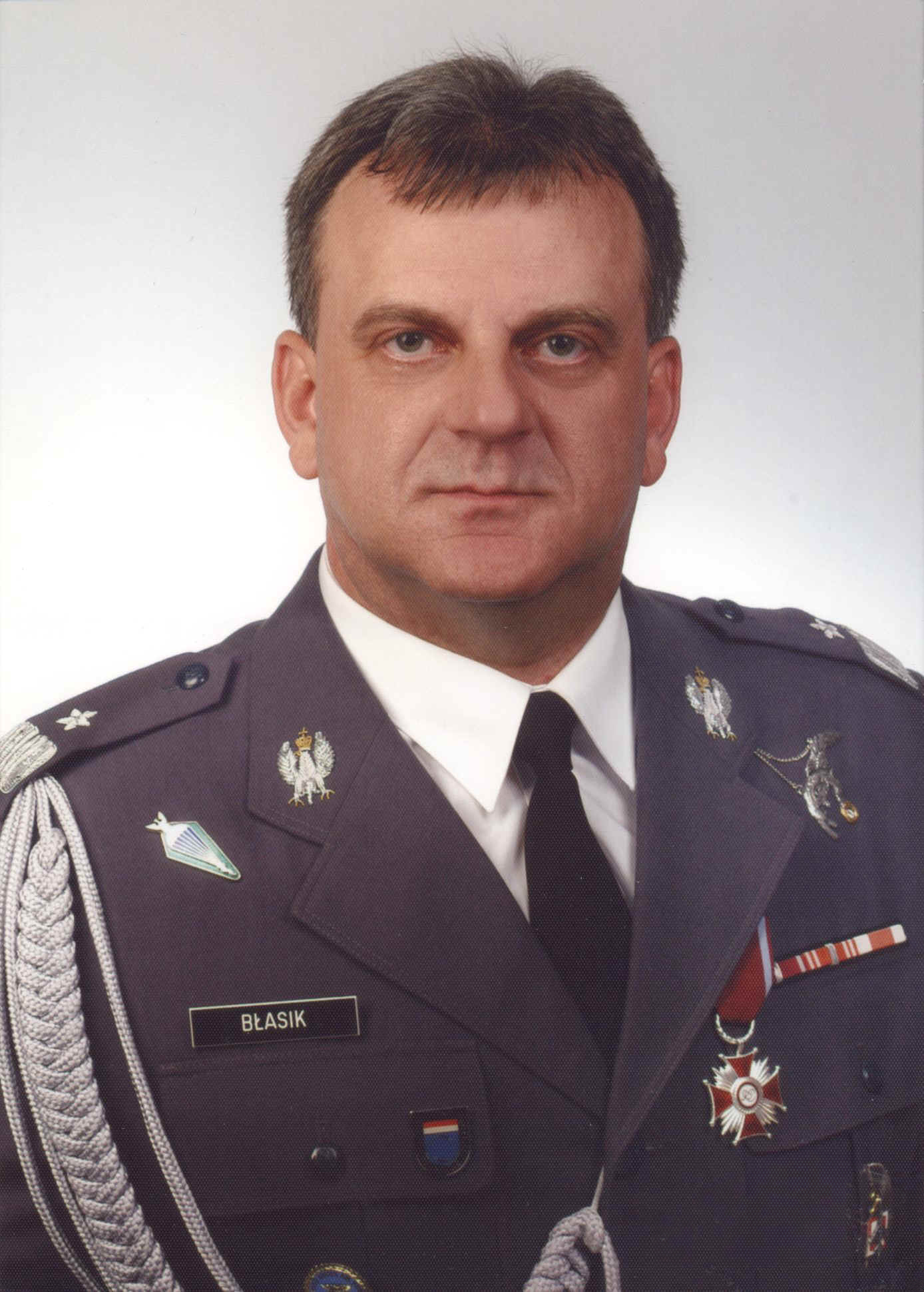
Général de corps d’armée Andrzej Błasik (pl) Chef des forces aériennes
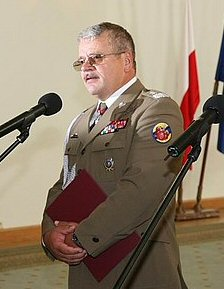
Général de division Tadeusz Buk (pl) Chef de l’armée de terre
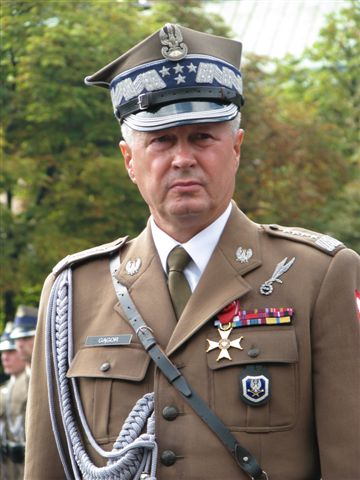
Général d’armée Franciszek Gągor Chef d’État-major des forces armées polonaises
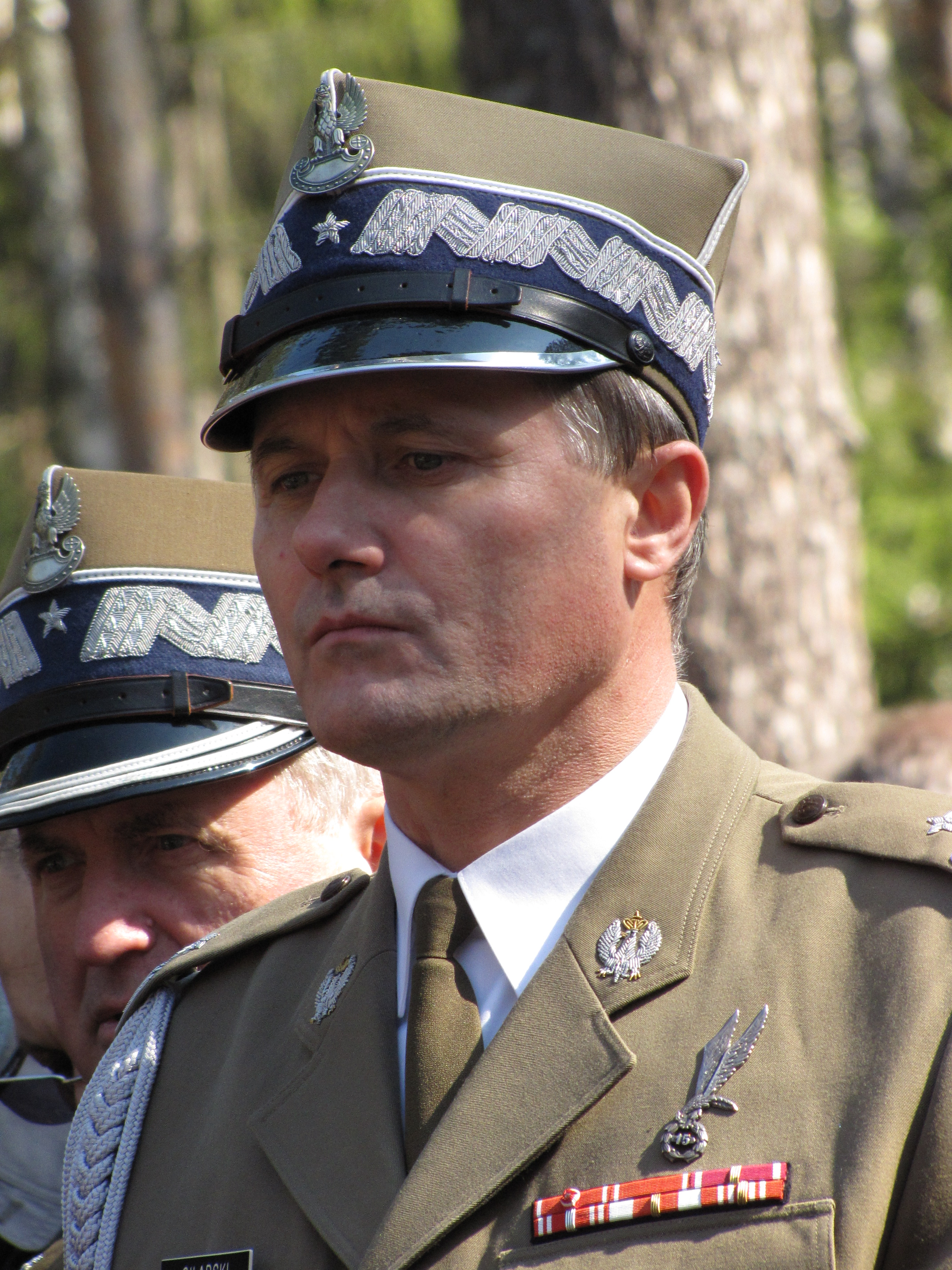
Général de brigade Kazimierz Gilarski (pl) Commandant de la garnison de Varsovie
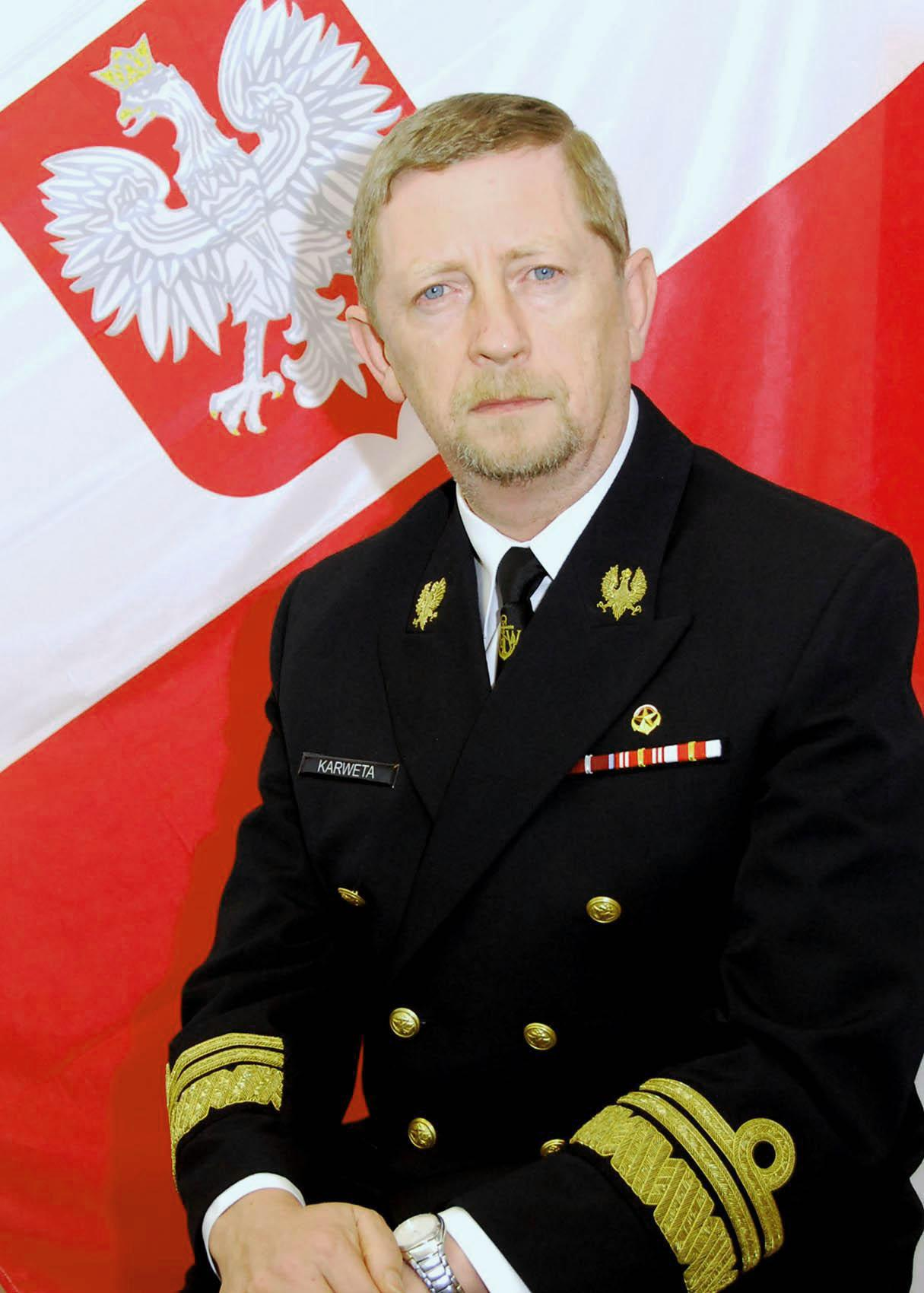
Vice-amiral Andrzej Karweta (pl) Commandant en chef de la marine nationale
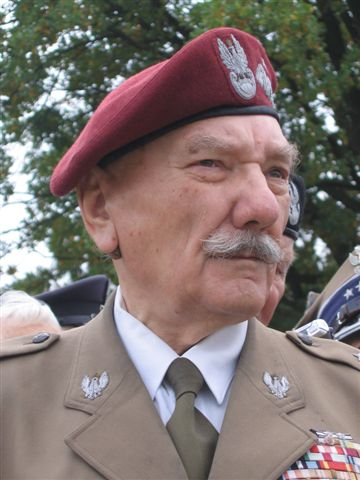
Général de brigade Stanisław Nałęcz Komornicki Chancelier de l’ordre militaire Virtuti Militari
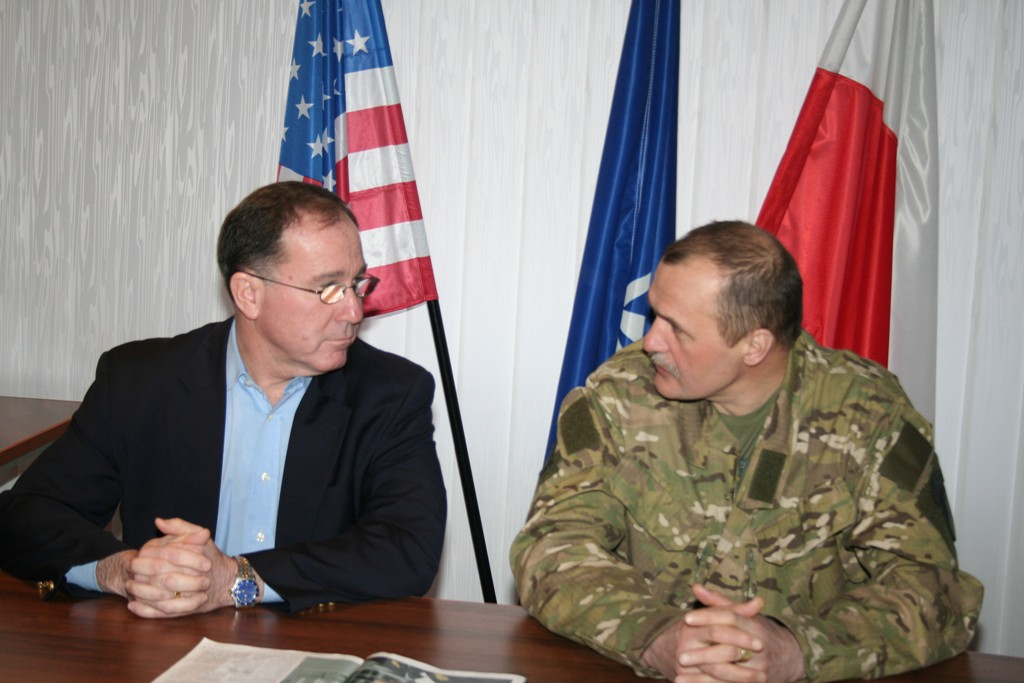
Général de division Włodzimierz Potasiński (pl)(à droite), Chef des forces spéciales
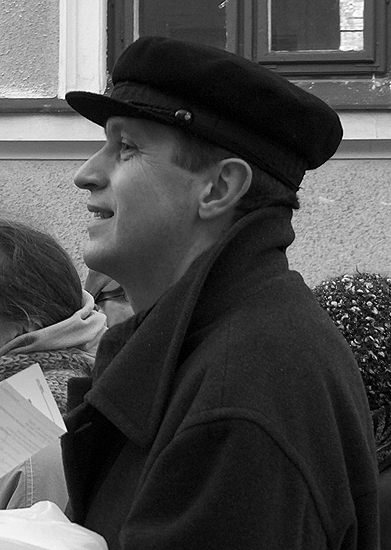
Colonel Adam Pilch (pl) père, pasteur évangélique de l’armée polonaise
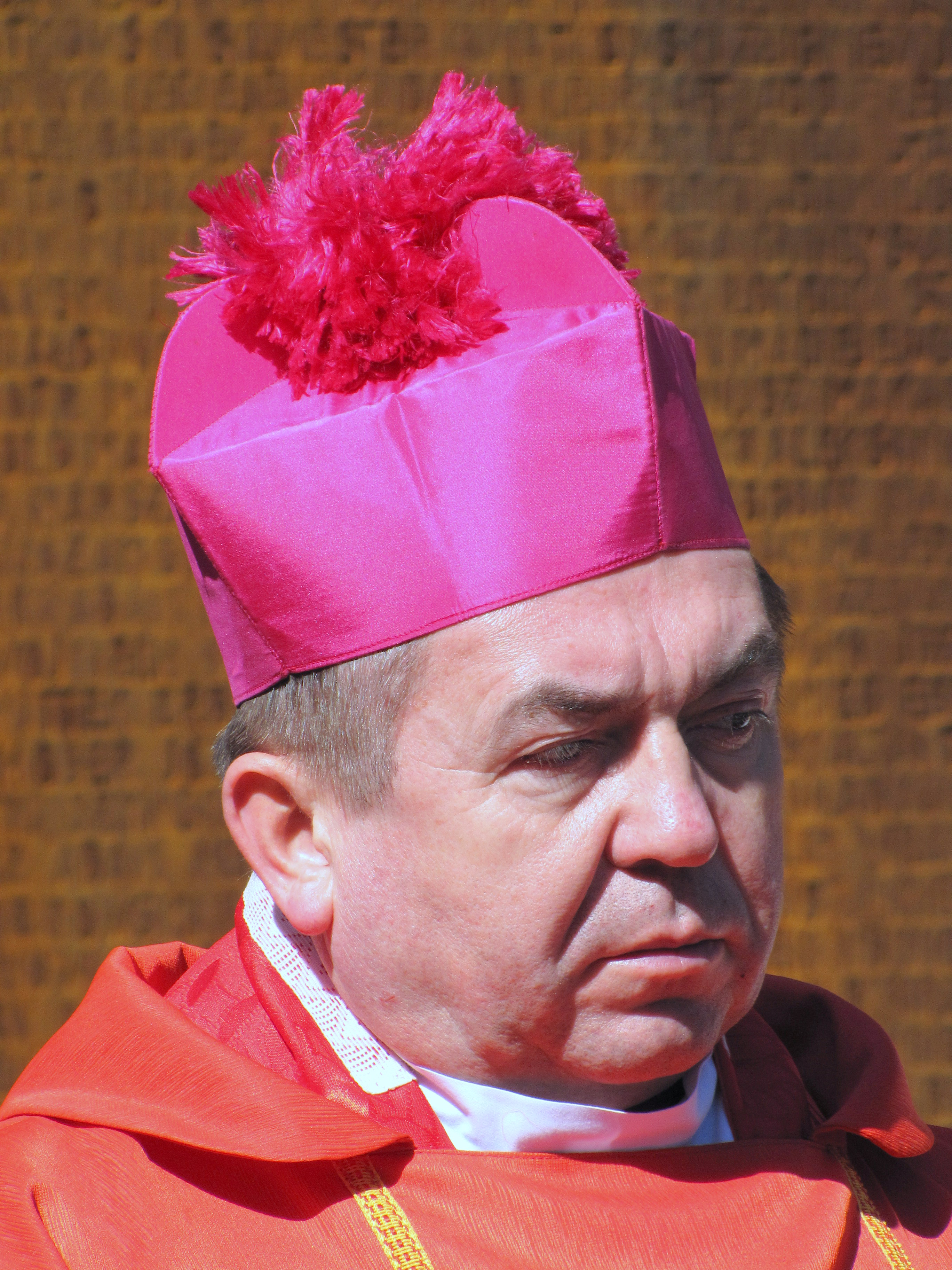
Général de division Tadeusz Płoski évêque catholique, aumônier militaire de l’armée polonaise

### Représentants de l'Église catholique

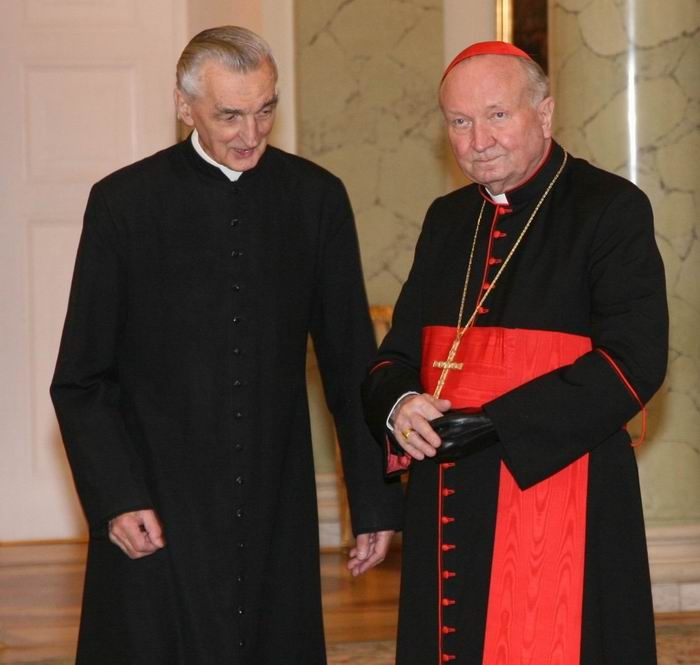
(à gauche), aumônier du président
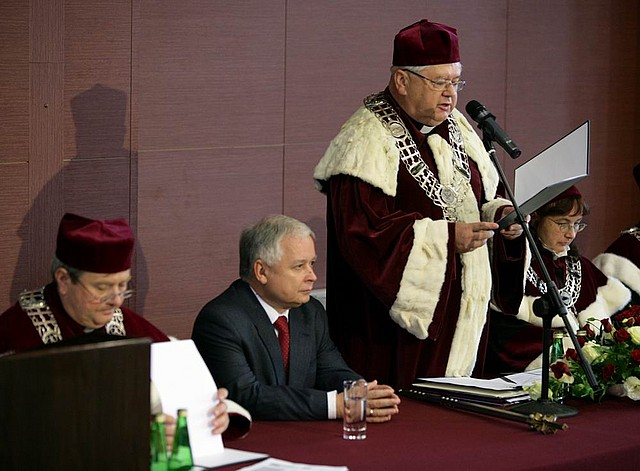
Père (à droite), recteur de l’université Cardinal Stefan Wyszyński de Varsovie

- Abbé Bronisław Gostomski (pl), doyen, curé de la paroisse de Saint-André Bobola à Londres [26]
- Père Joseph Joniec, président de l’Association Parafiada [32]
- Zdzisław Król (pl), chapelain de Varsovie, aumônier des Familles de Katyń à Varsovie de 1987 à 2007, chancelier de la Curie diocésaine de Varsovie [41]
- Père Andrzej Kwaśnik (pl), Fédération de l’aumônerie des familles de Katyń [45]
- Lieutenant-Colonel Jan Osiński (pl), aumônier militaire [59]

- Roman Indrzejczyk (pl)(à gauche),
aumônier du président [28]
- Père Ryszard Rumianek (pl)(à droite),
recteur de l’université Cardinal Stefan Wyszyński (pl) de Varsovie [67]

### Autres personnalités

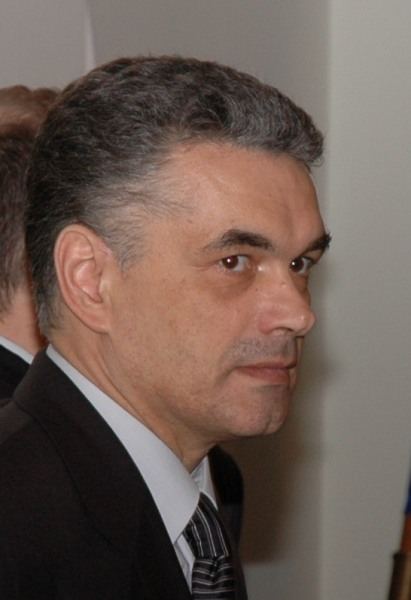
Janusz Kurtyka (pl) Historien et président de l’Institut de Mémoire nationale
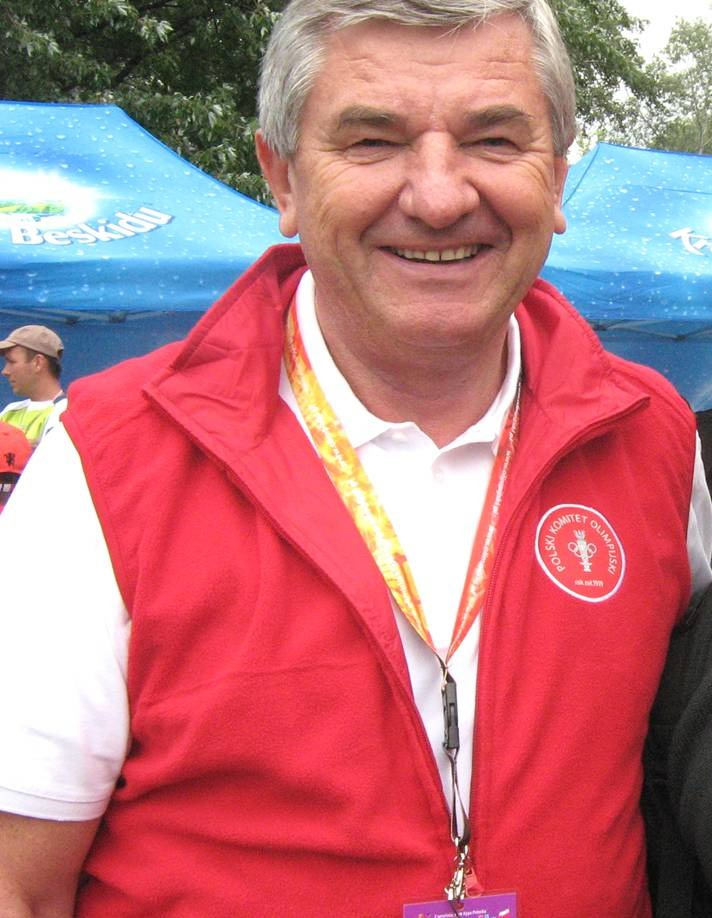
Piotr Nurowski Président du Comité olympique polonais
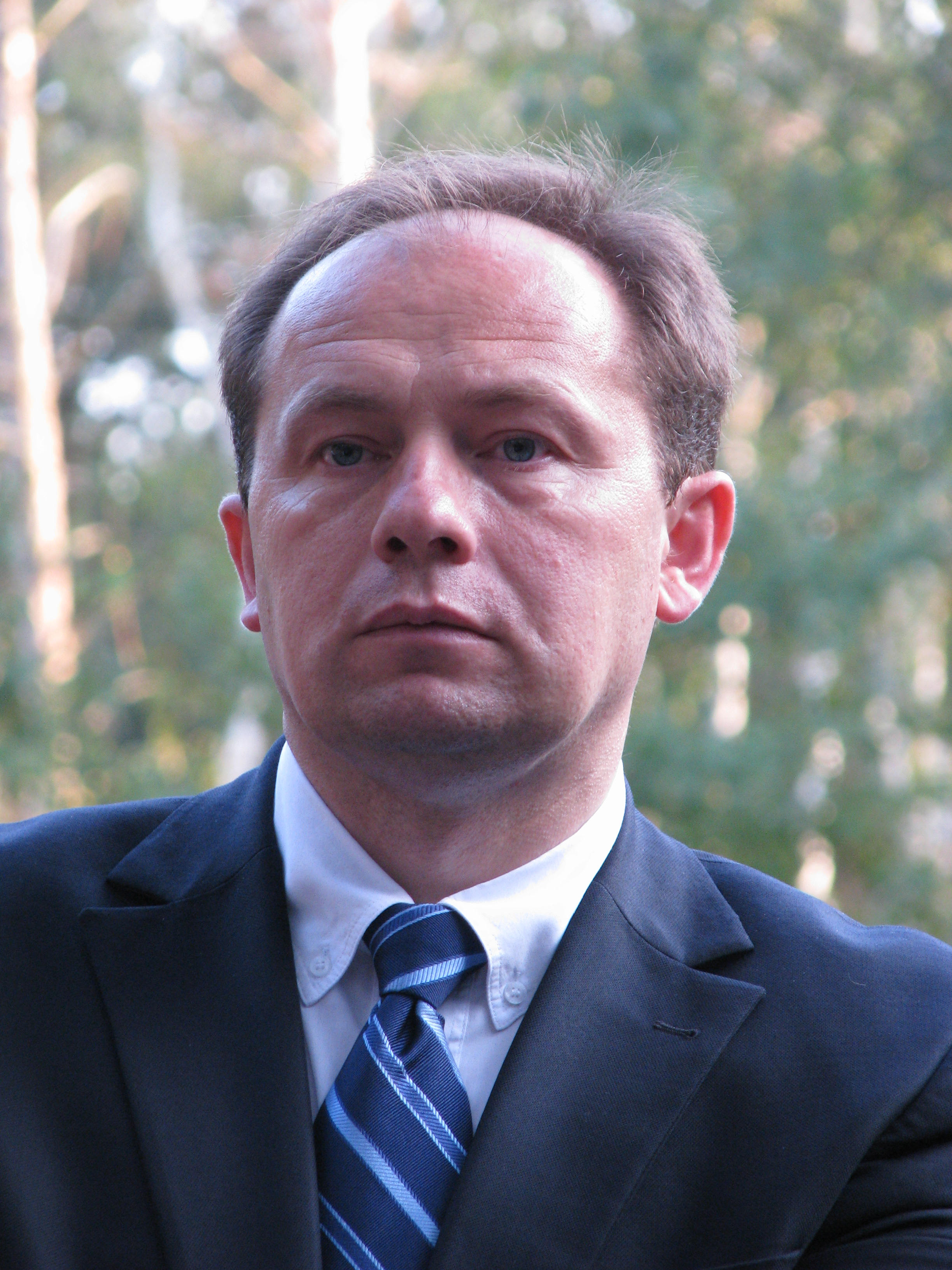
Andrzej Przewoźnik (pl) Historien polonais, secrétaire-général du Conseil pour la Défense de la mémoire des Luttes et Souffrances
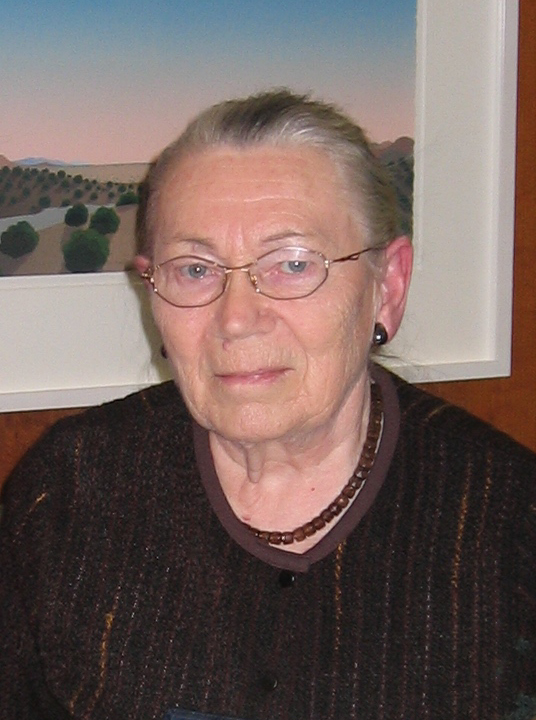
Anna Walentynowicz Cofondatrice avec Lech Wałęsa du syndicat NSZZ Solidarność
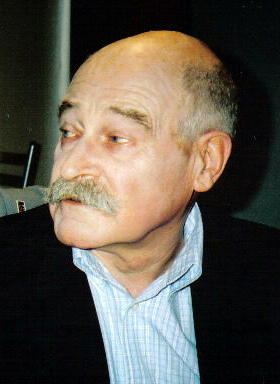
Janusz Zakrzeński Acteur
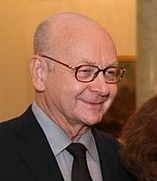
Janusz Kochanowski (pl) diplomate, Ombudsman
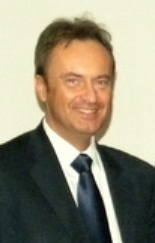
Wojciech Lubiński (pl) médecin du président
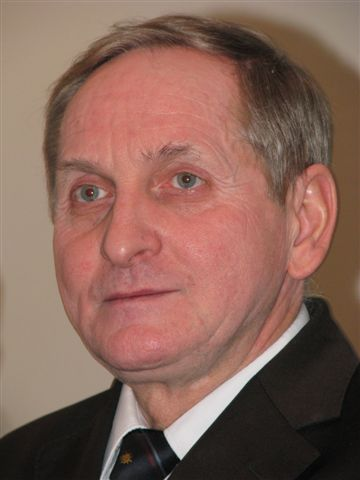
Janusz Krupski (pl) direction du bureau des anciens combattants et des personnes opprimées

### Représentants des familles et officiers morts à Katyń en 1940
- Anna Maria Borowska, fille du lieutenant Franciszek Popławski, vice-présidente de l’Association des familles de Katyń de Gorzów [8]
- Bartosz Borowski, le petit-fils d’Anna Maria Borowska (fils de Franciszek Borowski) [9]
- Edward Duchnowski, secrétaire général de l’association des déportés de Sibérie [17]
- Tadeusz Lutoborski, fils du lieutenant Adam Lutoborski [48]
- Zenona Bożena Mamontowicz-Łojek, présidente de la Fondation polonaise pour Katyń [50]
- Stefan Melak, président du Comité de Katyń [51]
- Bronisława Orawiec-Löffler, nièce du major Franciszek Orawiec (pl), membre de l’Association des familles de Katyń de Podhale [58]
- Andrzej Sariusz-Skąpski, président de la Fédération des familles de Katyń [69]
- Wojciech Seweryn, sculpteur, auteur du monument aux victimes de Katyń à Chicago [70]
- Leszek Solski [72], fils du capitaine Kazimierz Solski (pl) et neveu du major Adam Solski (pl),
- Teresa Walewska-Przyjałkowska, vice-présidente de la Fondation Golgota Wschodu [81]
- Gabriela Zych, président de l’association des familles massacrés à Katyń de Kalisz [88]

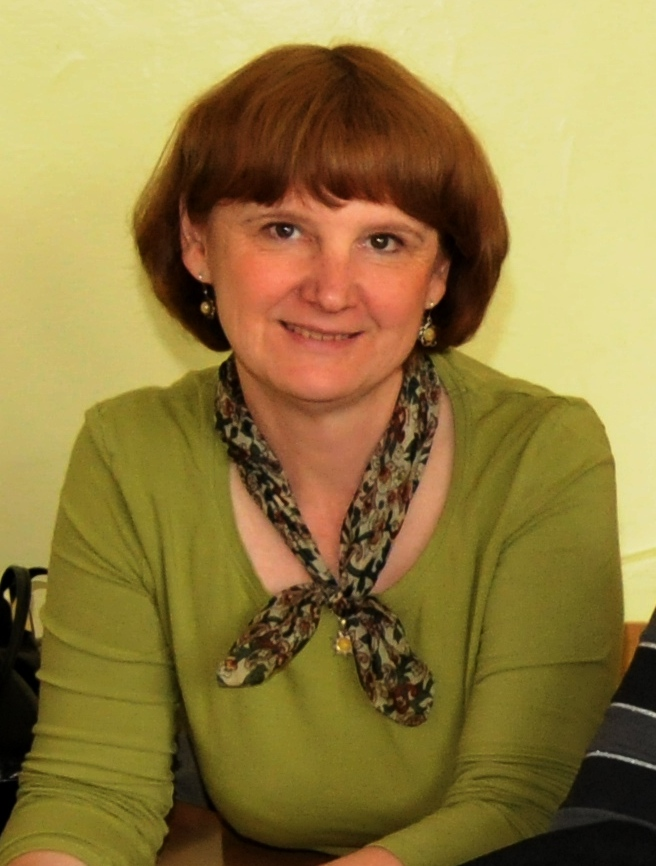
petite-fille du général de brigade
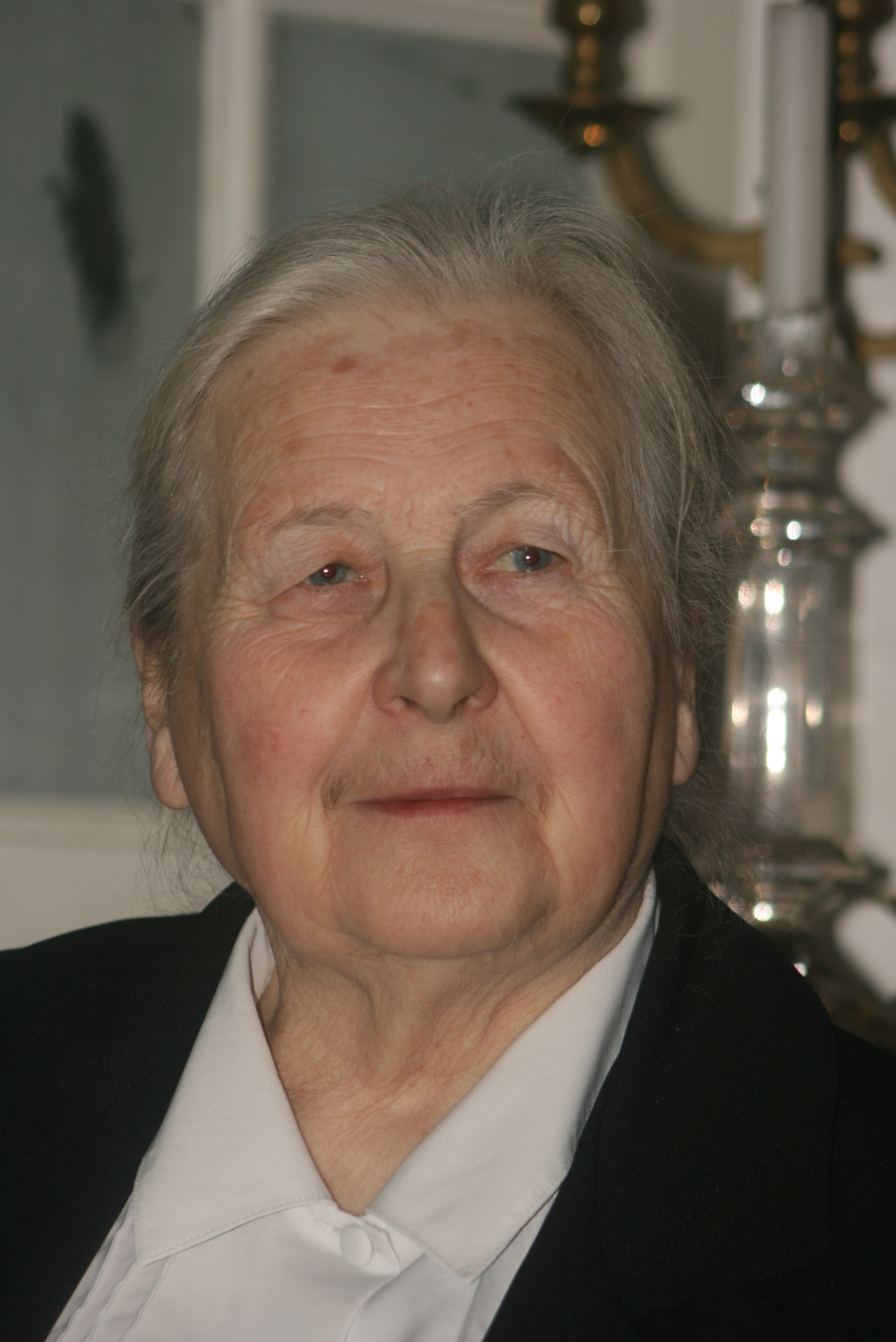
fille de

- Ewa Bąkowska (pl)
petite-fille du général de brigade Mieczysław Smorawiński (pl) [5]
- Katarzyna Piskorska (pl)
fille de Tomasz Piskorski (pl) [61]

### Accompagnateurs
- Joanna Agacka-Indecka, présidente du Conseil de l’ordre des avocats [4]
- Zbigniew Dębski, membre du Chapitre de l’ordre militaire Virtuti Militari [14]
- Katarzyna Doraczyńska, bureau du président [16]
- Aleksander Fedorowicz [18], traducteur polono-russe
- Dariusz Jankowski, employé à la chancellerie, assistant pour le soutien organisationnel du bureau du président [30]
- Janina Natusiewicz-Mirer, ancien déporté en Sibérie, ancien militant de l'opposition démocratique à Cracovie [55]
- Izabela Tomaszewska, membre du bureau du président chargé de l'agenda de la première dame [78]

président d’association de soldats [12]
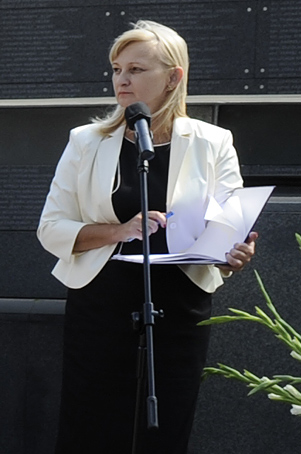
directrice chargée des décorations et du personnel de bureau du président

- Czesław Cywiński (pl)
président d’association de soldats [12]
- Barbara Mamińska (pl)
directrice chargée des décorations et du personnel de bureau du président [49]

### Fonctionnaires du BOR
Le BOR (Biuro Ochrony Rządu) est le Bureau de protection du gouvernement.
- Lieutenant-Colonel Jarosław Florczak [20]
- Artur Francuz [21]
- Paweł Janeczek [29]
- Paweł Krajewski [39]
- Capitaine Dariusz Michałowski [89]
- Piotr Nosek [56]
- Agnieszka Pogródka-Węcławek [absente du manifeste de bord]
- Jacek Surówka [74]
- Marek Uleryk [79]

### Équipage
- Capitaine Arkadiusz Protasiuk, commandant de bord
- Major Robert Grzywna, copilote
- Artur Ziętek, navigateur
- Andrzej Michalak, technicien de bord
- Barbara Maciejczyk, hôtesse
- Natalia Januszko, hôtesse
- Justyna Moniuszko, hôtesse

## Conséquences politiques

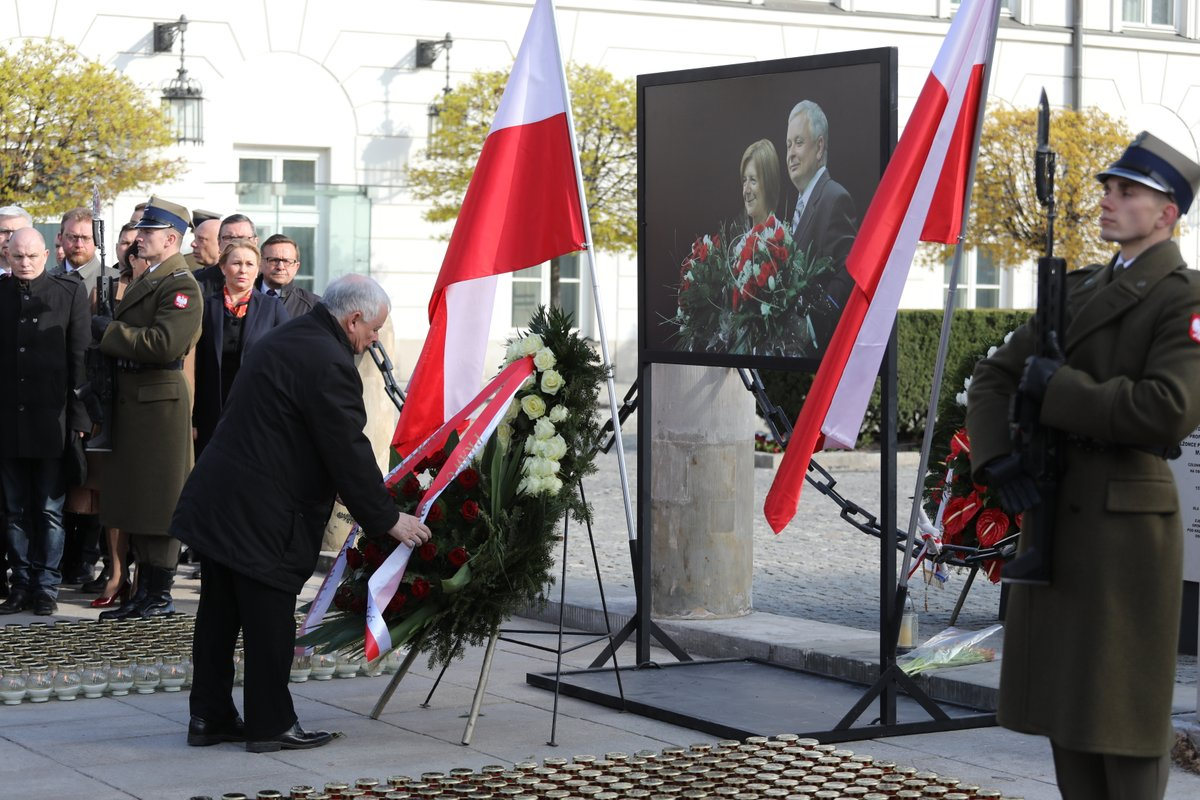
Jarosław Kaczyński rendant hommage aux victimes de l’accident (2019).

Conformément à la Constitution polonaise, à la mort du président, ses pouvoirs reviennent au président de la Diète (la chambre basse). Ainsi, Bronisław Komorowski devient le président par intérim de la République polonaise. Dans les quatorze jours suivant son entrée en fonction, il convoque une élection présidentielle, qui se tient les 20 juin (premier tour) et 4 juillet (second tour). Lech Kaczyński devait remettre son mandat en jeu lors des élections présidentielles d'octobre. Il n'avait pas encore annoncé officiellement son intention de briguer un nouveau mandat. Bronisław Komorowski, le président par intérim, avait annoncé précédemment son intention de se présenter en tant que candidat de la Plate-forme civique. Il était donné comme favori dans les sondages et était l'un des plus farouches opposants du défunt président.
Malgré la mort de nombreux officiels, l'accident n'a pas arrêté le fonctionnement du gouvernement polonais, ni créé de crise politique. La présidence n'a pas connu de vacance, conformément à la règle constitutionnelle, de même que la présidence de la Banque centrale. Bien que les forces armées polonaises aient subi le plus lourd tribut lors de cet accident, en perdant les principaux chefs d'état-major (chef d'état-major des armées polonaises, ainsi que les chefs des forces spéciales, de la force aérienne, de la marine et de l'armée de terre), leurs pouvoirs se sont vus automatiquement transmis à leurs successeurs désignés selon la procédure prévue pour une telle situation.
De plus, peu de membres du gouvernement se trouvaient dans l'avion, ceux-ci ayant assisté à une commémoration officielle le 7 avril, à l'invitation de Vladimir Poutine, premier ministre russe. L'organisation de la célébration du soixante-dixième anniversaire du massacre de Katyń avait, en effet, été organisée sur deux journées, du fait de l'adversité politique entre Donald Tusk et son gouvernement (membres de la Plate-forme civique, parti de centre-droit), et le président Kaczyński (membre du parti Droit et justice, social-conservateur et plus marqué à droite). La commémoration à laquelle devait se rendre le président de la République polonaise était organisée par l'organisme gouvernemental chargé de la protection de la mémoire et des sites de martyres.
De nombreuses personnalités politiques éminentes sont décédées dans l'accident, qu'elles fussent dans la majorité présidentielle ou dans l'opposition. Plusieurs de ces personnes avaient pour point commun de s'opposer radicalement à la politique du gouvernement de Donald Tusk.
- le président de la République Lech Kaczyński ;
- le gouverneur de la banque centrale Sławomir Skrzypek ;
- le président de l'Institut national de la Mémoire Janusz Kurtyka (pl) ;
- le défenseur des droits civiques Janusz Kochanowski (pl) ;
- le candidat déclaré de la gauche sociale-démocrate aux élections d'octobre Jerzy Szmajdziński.

Certains partis se trouvent donc dans une situation délicate. Ainsi, plusieurs membres du cabinet présidentiel étaient de hauts responsables du parti Droit et justice, dont le chef du parti n'est autre que le frère jumeau du président défunt, Jarosław Kaczyński (lequel s'est porté candidat à la succession de son frère à la présidence de la République). De plus, le décès de nombreux responsables de ce parti pose un problème pour les élections législatives de 2011. De même, le parti de la gauche polonaise, le SLD ou Alliance de la gauche démocratique, se retrouve sans candidat.
Sous l'impulsion de Jarosław Kaczyński une nouvelle enquête est ouverte par la justice polonaise en vue de rechercher les responsabilités dans l'accident. Ainsi, le 3 août 2013, Donald Tusk, président en exercice du Conseil européen et à l'époque des faits président du Conseil des ministres de Pologne, comparaît comme témoin dans l'enquête. Selon le président du parti d'opposition Plate-forme civique Grzegorz Schetyna, « Tusk est aujourd'hui la cible politique du PiS et du parquet qui ne cache même pas réaliser une commande politique. Cela s'inscrit dans un scénario d'enquêtes successives à son encontre ».

## Réactions

### Pologne

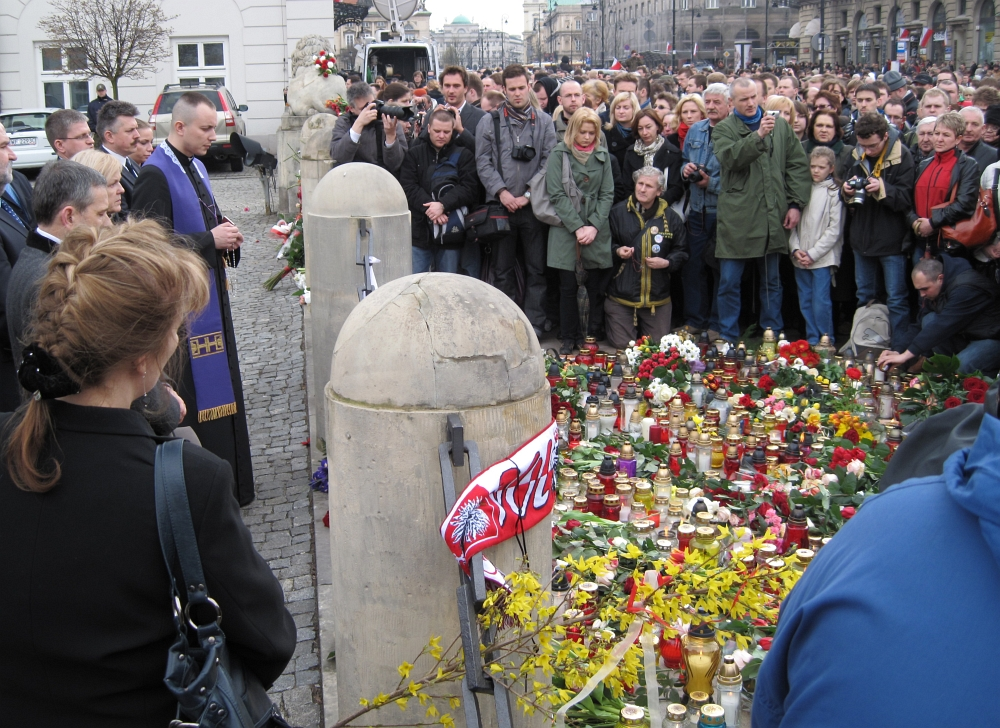
Individus devant le palais présidentiel, le 10 avril 2010 à Varsovie.

Un deuil national d’une semaine est décrété par le chef de l’État par intérim et président de la Diète, Bronisław Komorowski. Lech Wałęsa dit que son pays a « perdu l’élite polonaise ». En effet, les personnes décédées faisaient partie des plus haut placées de l’État de Pologne.
Le peuple polonais réagit avec stupeur et douleur à la catastrophe. Presque immédiatement après l'annonce de la catastrophe, une foule en deuil se rend spontanément devant le palais présidentiel de Varsovie pour y rendre des centaines d'hommages, déposer des fleurs, couronnes, et bougies. Ailleurs, à Varsovie, les Polonais scellent des rubans noirs aux fenêtres. Il a été signalé que de nombreux villages, tels que Górzno, étaient pratiquement déserts : leurs habitants restaient chez eux pour regarder les détails de cette tragédie à la télévision. Bronisław Komorowski, président par intérim, demande deux minutes de silence le 11 avril.
À Cracovie, le clocher Sigismond de la cathédrale de Wawel est sonné par vingt moines. Les chaînes de télévision du pays retransmettent toute la journée une édition spéciale, la télévision publique polonaise arborant un habillage télévisuel noir et blanc. Les sites internet d'actualité, les sites des partis politiques ainsi que les sites gouvernementaux, arborent de même des couleurs noires et blanches.
Évoquant Katyń, l'ancien président Aleksander Kwaśniewski déclare à la chaîne de télévision TVN24 : « C'est un lieu maudit. Il envoie des frissons dans le dos. C'est une blessure qui sera très dure à guérir. Premièrement, la fleur de la Seconde République polonaise est assassinée dans les forêts autour de Smolensk, maintenant l'élite intellectuelle de la IIIe République polonaise disparaît dans ce tragique accident d'avion à l'approche de l'aéroport de Smolensk ». Selon le président du Conseil des ministres polonais Donald Tusk, « le monde contemporain n'a jamais vu de tragédie de cette ampleur ».
L'ancien président du Conseil des ministres polonais Leszek Miller, qui avait lui-même subi des blessures dans un accident d'hélicoptère au cours de son mandat, déclare que les avions de la Pologne étaient connus pour devoir être remplacés. « Une fois, j'ai dit que nous nous rencontrerons un jour dans un cortège funèbre, et c'est alors que nous prendrons la décision de remplacer la flotte d'aéronefs », ajoute-t-il.

### Fédération de Russie

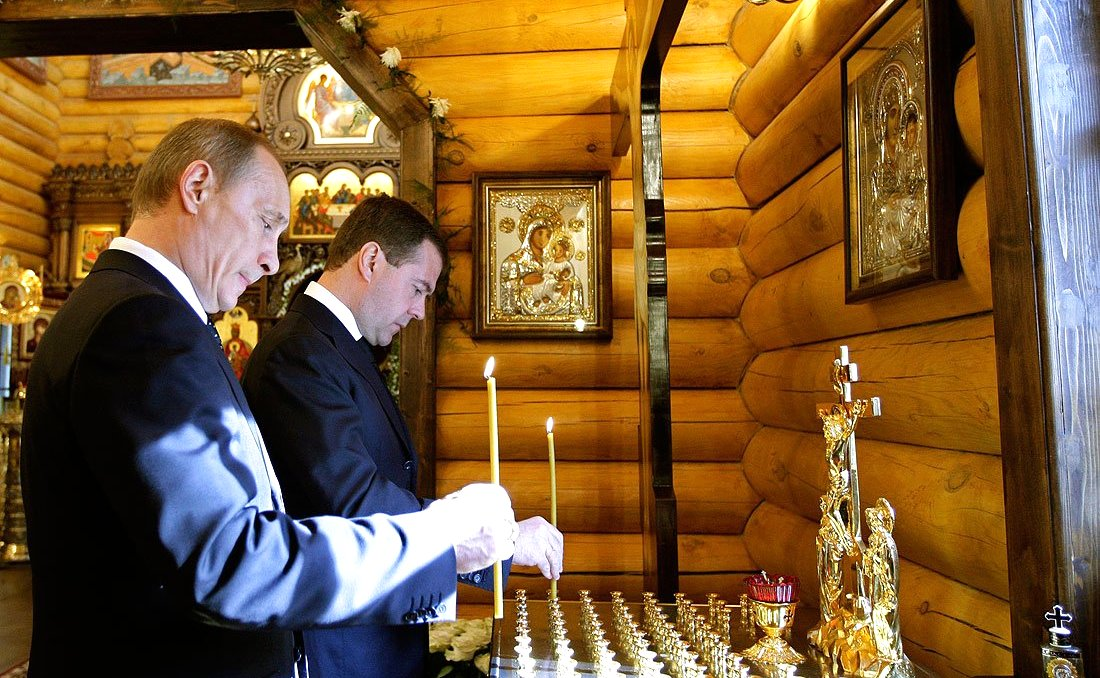
Dmitri Medvedev et Vladimir Poutine offrant des cierges dans une chapelle.

Le président russe Dmitri Medvedev et le chef du gouvernement Vladimir Poutine expriment leurs condoléances au président de la république de Pologne par intérim et président de la Diète, Bronisław Komorowski.
Le président du Comité international de la Douma Konstantin Kossatchev déclare que « Katyń réclamait encore plus de victimes ». Le président de la Douma, Boris Gryzlov, a exprimé ses condoléances.
Les chefs de gouvernement russe, Vladimir Poutine, et polonais, Donald Tusk, se sont rendus sur les lieux de l’accident.
Un message de Dmitri Medvedev au peuple polonais annonce une journée de deuil national en Russie le lundi 12 avril 2010.

### France
Nicolas Sarkozy exprime sa tristesse pour la catastrophe, et présente ses condoléances à la famille du président Lech Kaczyński et celles des autres victimes.

### Finlande
La présidente finlandaise Tarja Halonen, ainsi que son gouvernement, exprime sa tristesse à la suite de cette tragédie.

### Serbie
Le gouvernement de Serbie proclame jeudi 15 avril « jour de deuil » en Serbie en raison de la mort tragique du président polonais, Lech Kaczyński, et de hauts officiels d’État et de citoyens polonais, communique le gouvernement du président Boris Tadić.

## Filmographies
De nombreux reportages ont été réalisés parmi lesquels:
- 2010 : Solidarni 2010 (90 min) d'Ewa Stankiewicz (pl) et Jan Pospieszalski (pl)
- 2010 : Katastrofa (59 min) d'Artur Żmijewski
- 2011 : Mgła (55 min) de Maria Dłużewska (pl) et Joanna Lichocka (pl)
- 2011 : 10.04.10 (90 min) d'Anita Gargas (pl)
- 2011 : Lista pasażerów d'Ewa Stankiewicz (pl) et Jan Pospieszalski (pl)
- 2013 : Anatomia upadku (70 min) d'Anita Gargas (pl)
- 2015 : Zamach Smoleński (mini-série TV) de Grzegorz Braun

Entre 2013 et 2016, un film dramatique, mêle fiction et réalité:
- 2016: Smolensk (120 min) d'Antoni Krauze

L'accident a fait l'objet d'un épisode dans la série télé Air Crash nommé « Crash présidentiel » (saison 12 – épisode 4).